# Wirtschaft Berlins

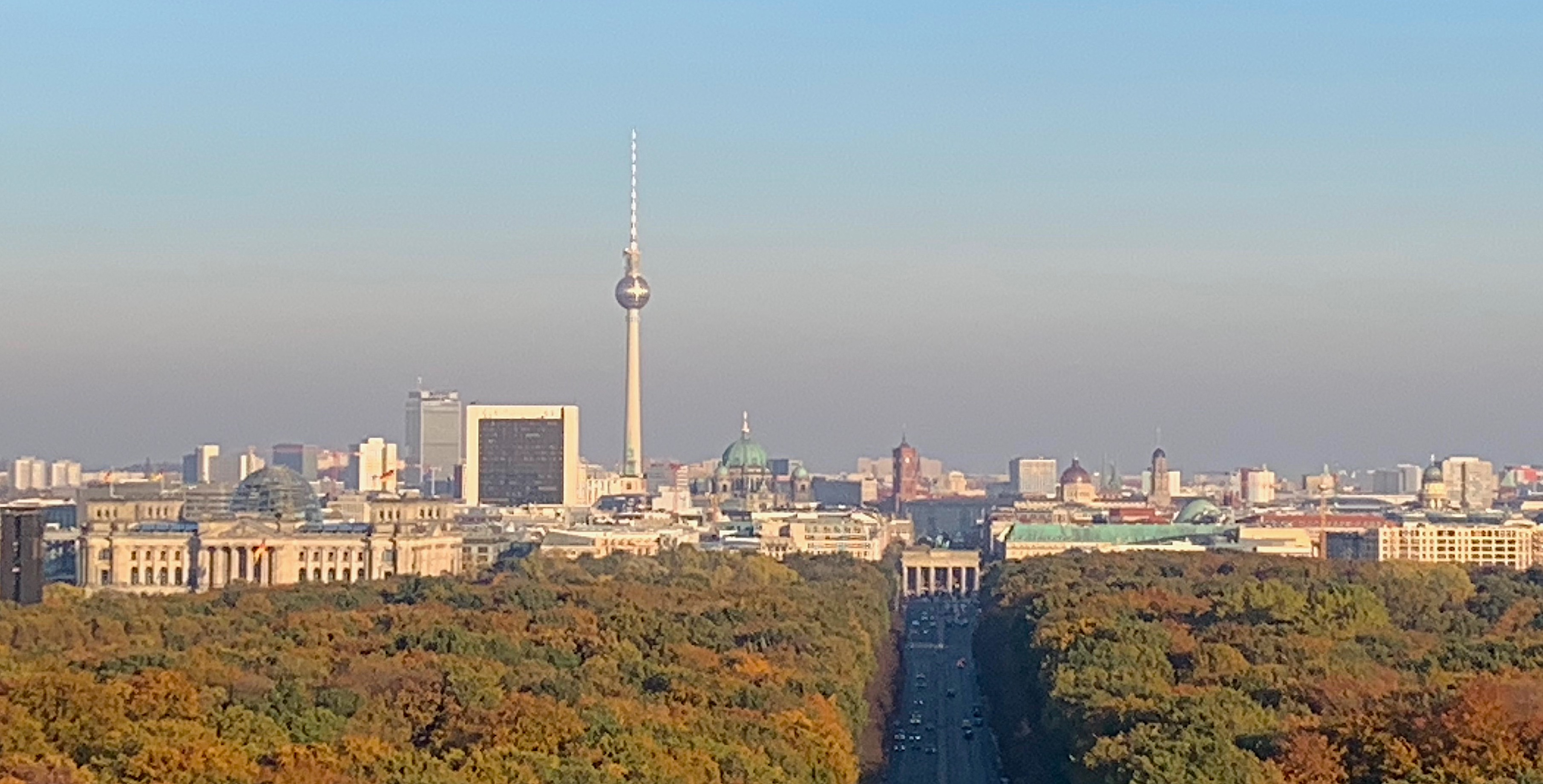
Die Wirtschaftsmetropole Berlin ist ein internationales Zentrum der kreativen Industrien und Anziehungspunkt für Firmengründer.

Die Wirtschaft Berlins ist mit einem städtischen Bruttoinlandsprodukt von 207,1 Milliarden Euro im Jahr 2024 die größte Stadtökonomie im deutschsprachigen Raum und die zweitgrößte innerhalb der Europäischen Union.
Nach der deutschen Wiedervereinigung 1990 hat die Wirtschaft Berlins einen tiefgreifenden Strukturwandel durchlaufen. Das ökonomische Schwergewicht Berlins verlagerte sich vom produzierenden Sektor hin zu mehr Dienstleistungswirtschaft mit höherer Wertschöpfung. Die Industrie durchlief einen Erneuerungsprozess von arbeits- hin zu wissensintensiver Produktion. Neue Spitzentechnologien werden zunehmend entwickelt.
Zu den bedeutendsten Wirtschaftszweigen in Berlin gehören die Kreativ- und Kulturwirtschaft, der Tourismus, die Biotechnologie und Gesundheitswirtschaft mit Medizintechnik und pharmazeutischer Industrie, die Informations- und Kommunikationstechnologien, die Bau- und Immobilienwirtschaft, der Handel, die Optoelektronik, die Energietechnik sowie die Messe- und Kongresswirtschaft.
Berlin zählt zu den Weltstädten mit hoher Lebensqualität. Seit etwa 2010 entwickelt sich die Metropole zu den wesentlichen internationalen Zentren für innovative Firmengründer und verzeichnet hohe Zuwachsraten bei der Anzahl der Beschäftigten. Innerhalb Europas ist Berlin seit 2015 eines der wichtigsten Zielgebiete für Wagniskapital-getriebene Investitionen.

## Geschichte

### Industrialisierung (1820–1918)
Seit Mitte des 19. Jahrhunderts war Berlin eine Industriemetropole von internationalem Rang. Lokomotiven der Maschinenbaufabrik Borsig (gegründet: 1837) wurden nach ganz Europa exportiert, in der Elektroindustrie waren die Firmen Siemens & Halske (gegründet: 1847) und AEG (gegründet: 1883) weltbekannt. Die 1864 gegründete Schering AG hatte sich auf dem Gebiet der chemischen Industrie einen Namen gemacht. Sechs Jahre später wurde die heute größte deutsche Bank, die Deutsche Bank, gegründet.
Ab der ersten Hälfte des 19. Jahrhunderts wurden große Gewerbeausstellungen organisiert. Die bekannteste und größte fand vom 1. Mai bis 15. Oktober 1896 vor den Toren Berlins in der Landgemeinde Treptow im Treptower Park statt und wird auch als „verhinderte Weltausstellung“ bezeichnet. Das Areal von 900.000 m² war größer als die bisherigen Weltausstellungen. Um den Neuen See, ein künstlich angelegtes Wasserbassin mit 10.000 m² Fläche, gruppierten sich auf dem weitläufigen Gelände entlang der Spree die Pavillons der 3780 Aussteller, die in 23 Gruppen aufgeteilt waren.
1902 wurde die Industrie- und Handelskammer zu Berlin gegründet. 1903 wurde die Telefunken Gesellschaft für drahtlose Telegraphie m.b.H., ein Unternehmen der Funk- bzw. Nachrichtentechnik, gegründet.
Insbesondere die Berliner Finanzwirtschaft konnte vor dem Ersten und auch noch vor dem Zweiten Weltkrieg eine herausragende Bedeutung einnehmen. So war die Berliner Börse vor dem Ersten Weltkrieg gleich nach der in London und gleichauf mit derjenigen in New York die weltweit bedeutendste. Berlin war das unangefochtene Banken-, Versicherungs- und Industrie-Zentrum des Deutschen Reiches.
Durch den Ausbruch des Ersten Weltkriegs 1914 brach die Produktion in vielen mittelständischen und handwerklichen Betrieben der Stadt zusammen. Ein Teil der Großunternehmen hingegen konnte, aufgrund der enormen Kriegsproduktion, wirtschaftlich profitieren.

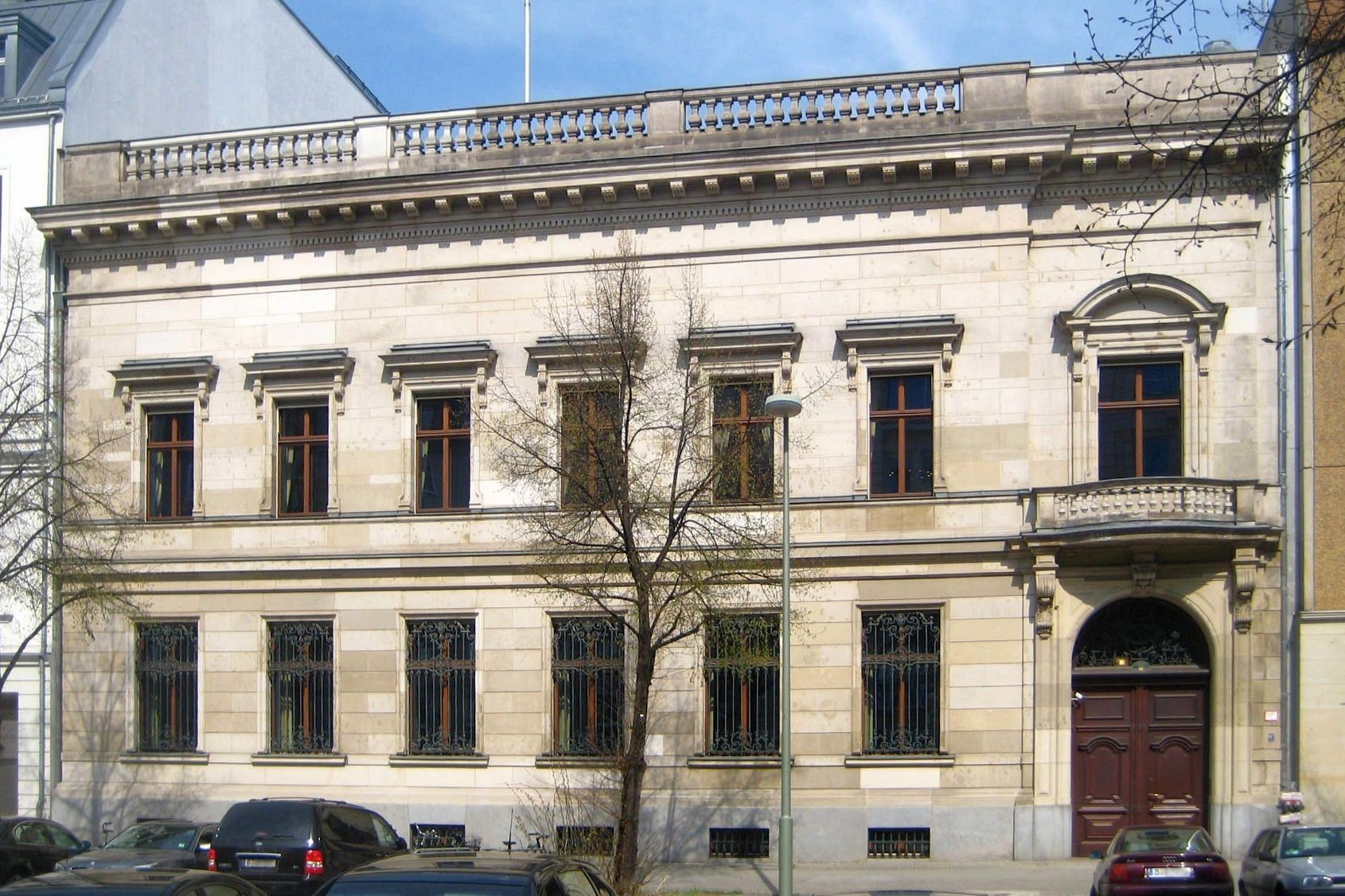
Bankhaus Mendelssohn & Co., gegründet 1795
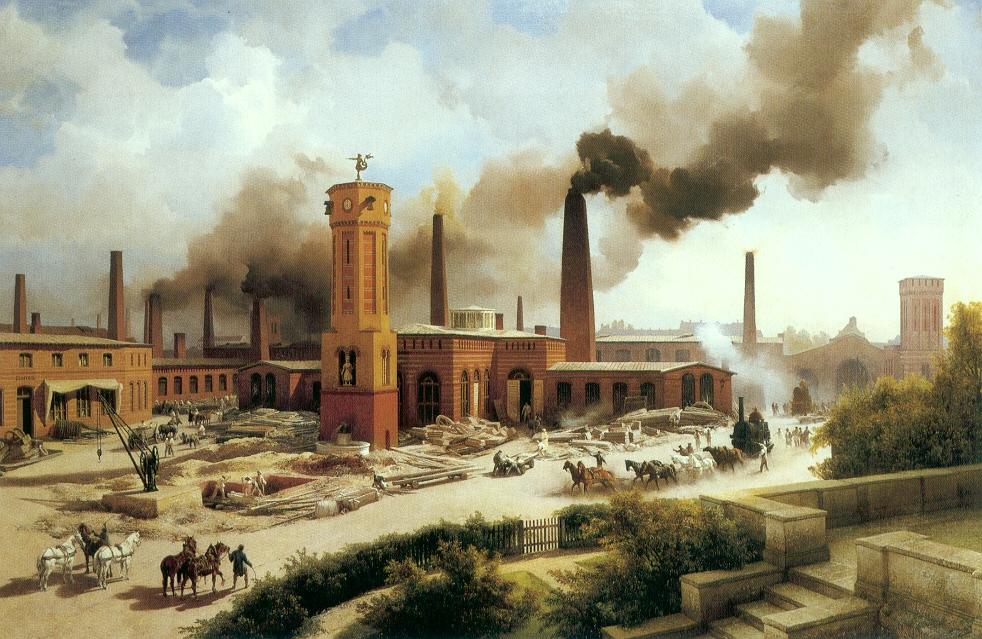
Borsigwerke in Tegel, um 1847
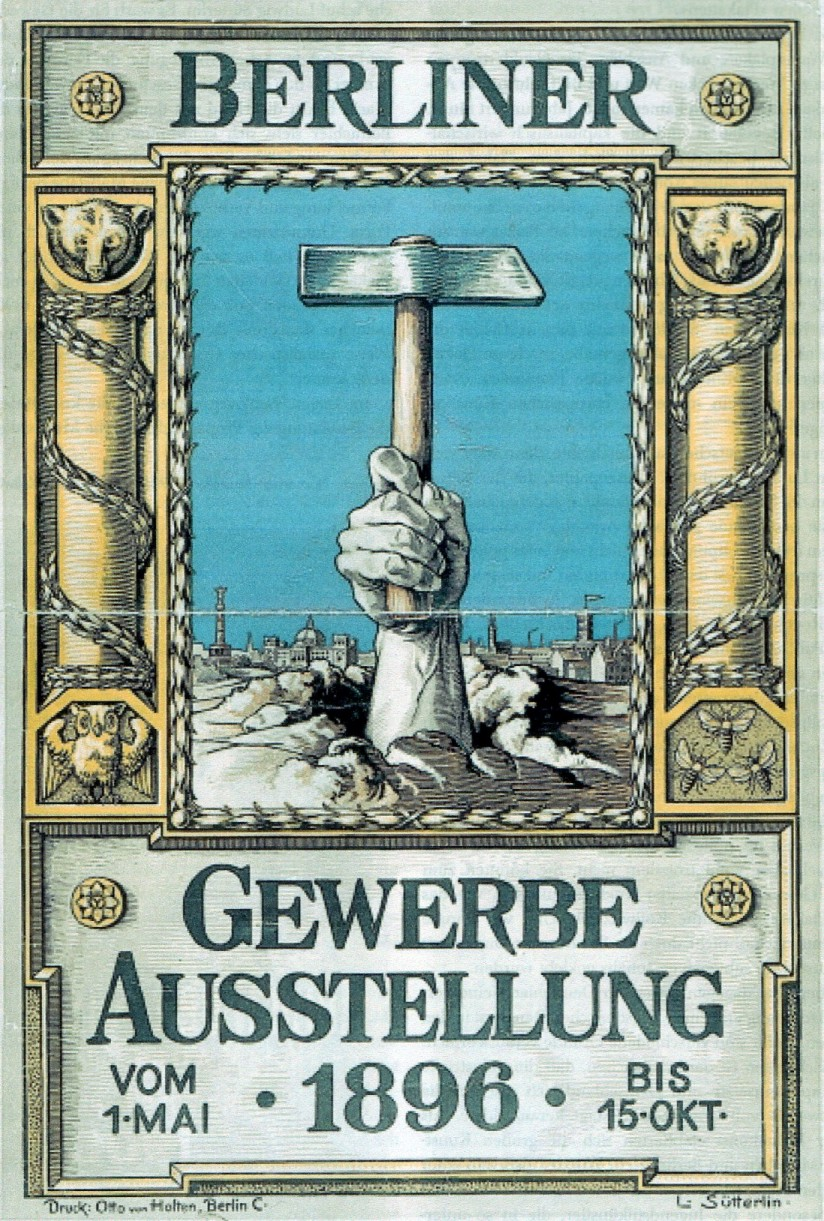
Berliner Gewerbeausstellung 1896
Telefunken, gegründet 1903

### Weimarer Republik und Drittes Reich (1918–1945)
Mit der Bildung der Einheitsgemeinde Groß-Berlin verdoppelte sich die Einwohnerzahl 1920 auf 3,9 Millionen. Die neue Stadtgemeinde vergrößerte sich in der Fläche auf das Dreizehnfache und schuf die administrativen Voraussetzungen für neue wirtschaftspolitische Entscheidungsprozesse.
Von 1918 bis 1939 nahm Berlin die Stellung einer Primatstadt für das Deutsche Reich ein. Mehr als 10 % der deutschen Wirtschaftsleistung wurden 1938 in Berlin erwirtschaftet.
Das Bruttosozialprodukt erreichte 1927 das Vorkriegsniveau. Die galoppierende Inflation Anfang der 1920er Jahre sorgte in der Bevölkerung für große Verunsicherung und führte zu einem florierenden Schwarzmarkt. Am 4. November 1923 kostete ein einziges Brot 420 Milliarden Mark. Das vorläufige Ende der Krise wurde dadurch eingeleitet, dass das wertlos gewordene Papiergeld durch eine Währungsreform ab dem 15. November 1923 von der Rentenmark ersetzt wurde.

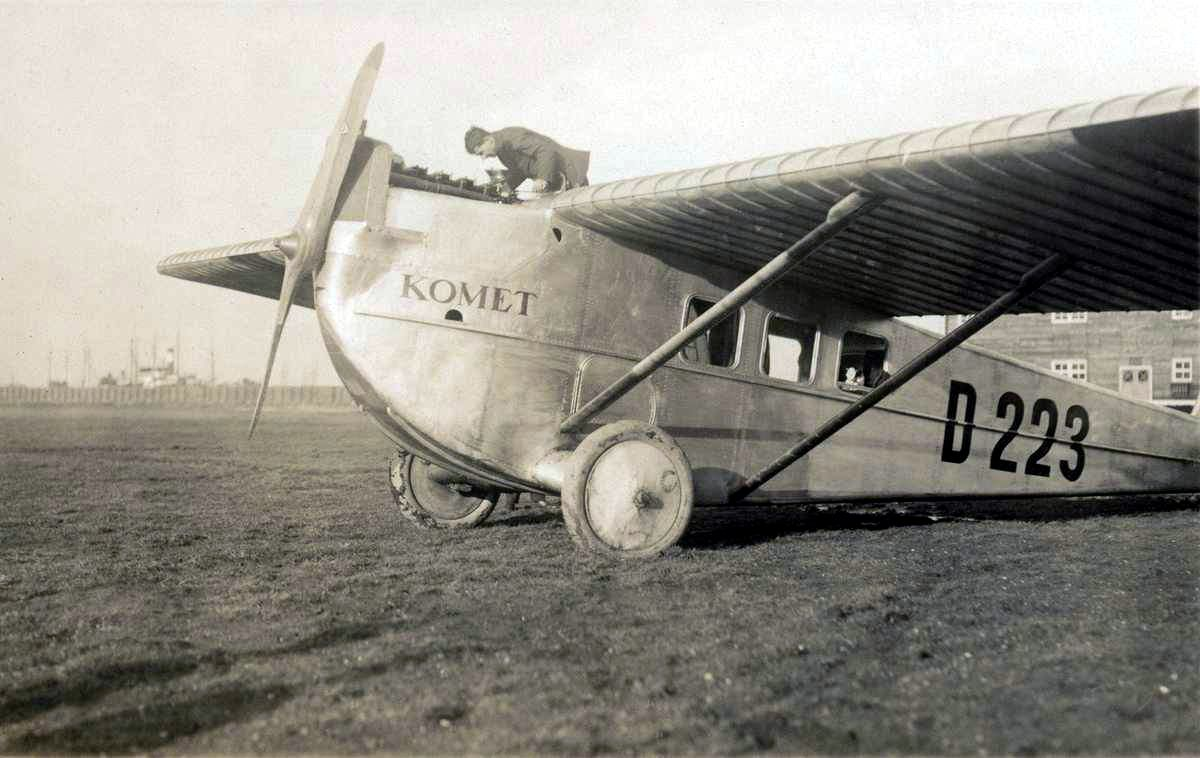
Eröffnung der Linienverbindung zwischen Berlin und London 1922 durch die D.L.R.

Das Rauchwarenunternehmen Max M. Frank entstand 1909. Die 1917 gegründete Filmproduktionsfirma UFA entwickelte sich im folgenden Jahrzehnt zu den erfolgreichsten Produktionsfirmen der Filmwelt. Am 6. Januar 1926 wurde die Deutsche Luft Hansa Aktiengesellschaft in Berlin gegründet. Der Flugzeugbestand der Fluggesellschaft umfasste am Gründungstag 162 Flugzeuge.

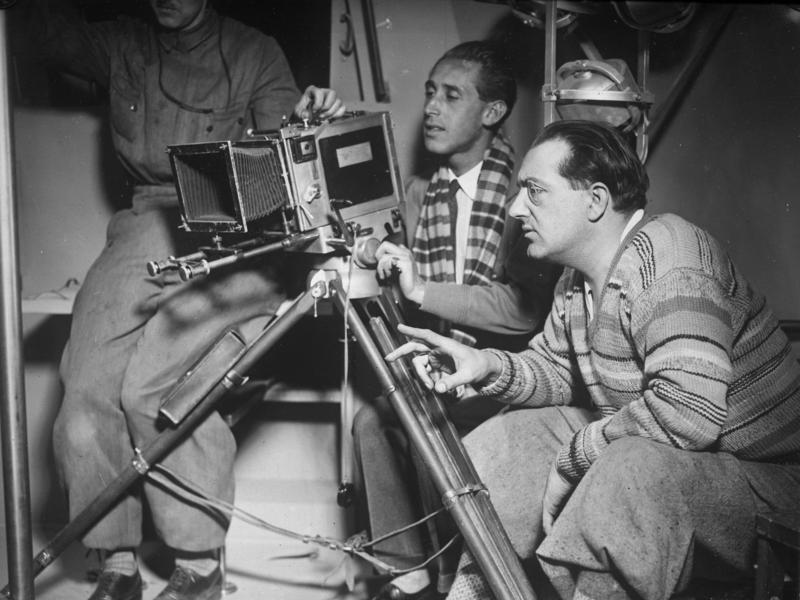
Fritz Lang bei den Dreharbeiten für die UFA, 1929

Mit der Bildung von Groß-Berlin 1920 wurden zahlreiche Umlandzentren wie Charlottenburg und Schöneberg in das Berliner Stadtgebiet eingemeindet. Das Steueraufkommen der Stadt wuchs beträchtlich. Berlin wurde zur flächenmäßig zweitgrößten Stadt der Welt. Durch den Verwaltungsakt wurde die Grundlage für die Entstehung kommunaler Betriebe wie der BVG im Jahr 1928 gelegt.
Im Jahr 1925 arbeiteten allein in der Berliner Metallindustrie in 15.000 Betrieben rund 400.000 Menschen. Der Börsenkrach an der New Yorker Börse 1929 löste eine Weltwirtschaftskrise aus, die auch für Europa schlimme Folgen hatte. In Berlin stieg die Zahl der Arbeitslosen auf bis zu 600.000 im Jahr 1932 an, die Arbeitslosenquote betrug rund 30 %. In dieser Zeit gab es bei Arbeitslosigkeit nur eine geringe und während der Krise noch sinkende soziale Absicherung. 1932 war die industrielle Produktion in Berlin auf die Hälfte von 1928 zurückgefallen.
Nach der „Machtergreifung“ Hitlers 1933 wurden viele der jüdischen Unternehmer dazu gezwungen ihre Betriebe an dem NS-System nahestehende Personen zu verkaufen. Andere wurden enteignet, verfolgt und, soweit sie Deutschland nicht rechtzeitig verlassen konnten, in die Vernichtungslager deportiert. Die Verbände wurden gleichgeschaltet.
Im Zweiten Weltkrieg wurde Berlin mit seiner Elektro- und Maschinenindustrie zur Waffenschmiede des Dritten Reichs. In den betreffenden Betrieben mussten auch viele Zwangsarbeiter arbeiten. Wegen der starken alliierten Bombardements verlegten viele Konzerne ihre Forschungs- und Entwicklungsabteilungen und später häufig auch die Führungsabteilungen aus der Hauptstadt in weniger gefährdete Gebiete Deutschlands. Der Bombenkrieg und der Kampf um Berlin ließen von den Produktionskapazitäten in der Stadt nicht viel übrig. Nach 1945 wurde durch Demontage ganzer Fabrikanlagen der Bestand weiter dezimiert.

### Nachkriegszeit und Teilung (1945–1989)

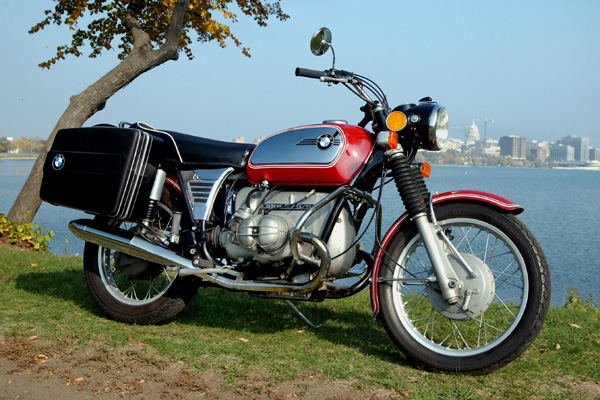
Seit 1969 werden im BMW-Werk Berlin Motorräder für den Weltmarkt produziert.

Aufgrund der großflächigen Zerstörungen des Zweiten Weltkriegs musste beim Wiederaufbau der Wohngebiete, der Infrastruktur und der Arbeitsstätten vielerorts bei Null begonnen werden. Die politische Teilung der Stadt und die Blockade West-Berlins erschwerten den Neuanfang in den ersten fünf Jahren nach Kriegsende. Für die Westsektoren Berlins stellten der Marshall-Plan der USA sowie die Hilfe der Bundesrepublik Deutschland in dieser Zeit eine Hilfe dar.
Insbesondere aufgrund der Teilung wurden die Banken aus Berlin vor allem nach Frankfurt a. M. und die Berliner Versicherungen vor allem nach München verlagert. 1950 sank der Anteil Berlins an der gesamtdeutschen Wirtschaftsleistung – gegenüber 1938 – um mehr als fünf Prozentpunkte und verharrte seitdem noch unter halbiertem Niveau. Zudem führte u. a. die Berlin-Zulage dazu, dass nach der Teilung insbesondere einfache, standardisierte Massenproduktionen in (West-)Berlin angesiedelt wurden.

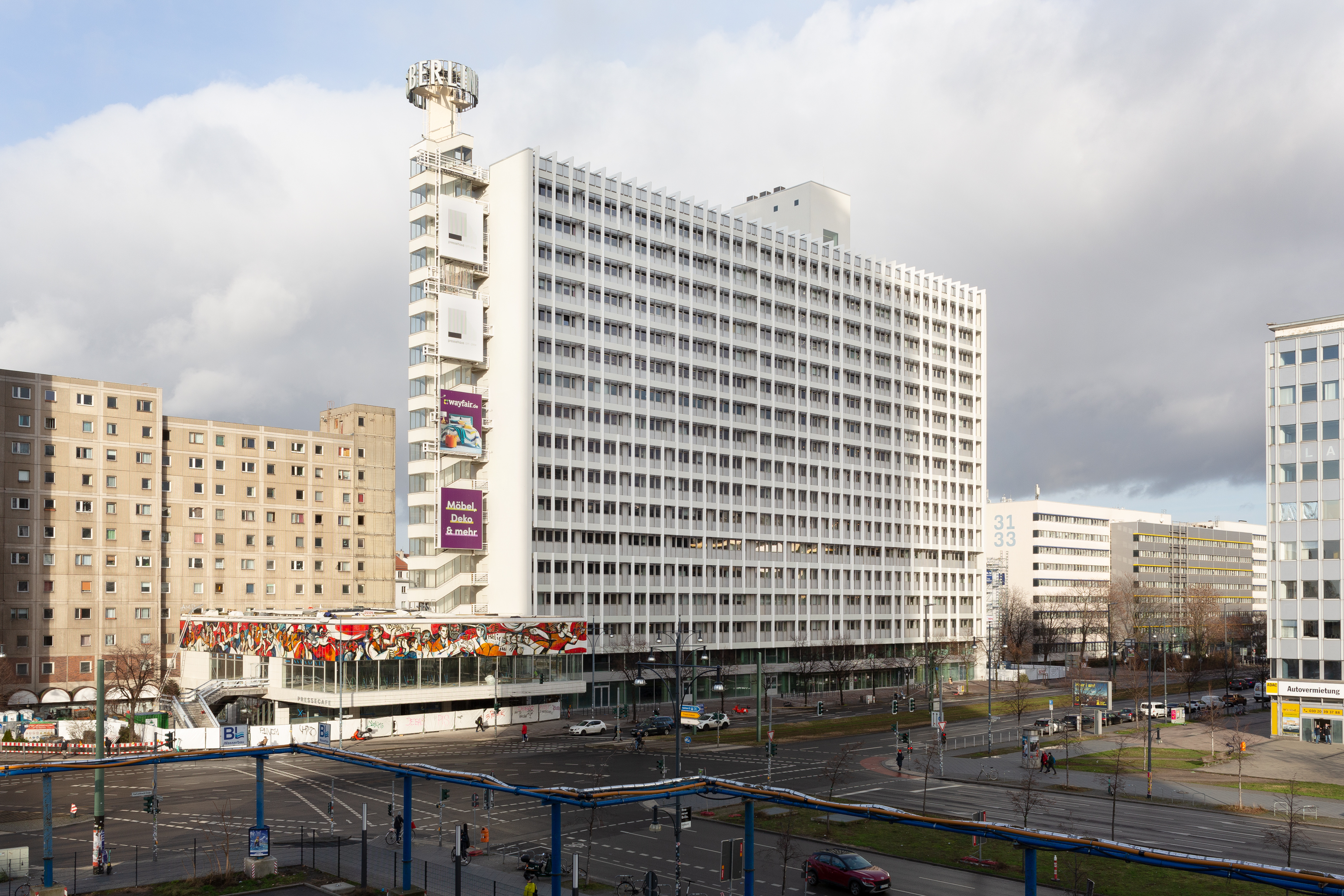
Haus des Berliner Verlages, erbaut 1973

Viele Jahre war die West-Berliner Wirtschaft auf Hilfe und Subventionen angewiesen. Vor allem die Subventionen brachten aber auch Mitnahmeeffekte mit sich. Der Begriff der „verlängerten Werkbank“ westdeutscher Unternehmen, die in Berlin nur geringste Teile ihrer Fertigung vornehmen ließen, dafür aber die volle Berlin-Subvention einstreichen konnten, machte die Runde.
Der Bau der Berliner Mauer am 13. August 1961 brachte für die Stadt die nächste tiefgreifende Zäsur mit sich. Die Bewohner Ost-Berlins und der DDR konnten nun nicht mehr ausreisen, West-Berlin war zur politischen und wirtschaftlichen Insel geworden. 50.000 Pendler aus Ost-Berlin konnten nicht mehr in West-Berlin zur Arbeit gehen. In den Folgejahren wurde West-Berlin als Industriestandort durch die Umsiedlung ganzer Betriebe, sowie die vielerorts drastische Reduzierung der Arbeitsplätze (nicht nur durch Rationalisierung) geschwächt. Der West-Berliner Arbeitsmarkt wurde immer stärker von der öffentlichen Beschäftigung, der Wissenschaft und dem Dienstleistungssektor geprägt. Ost-Berlin blieb für die DDR-Wirtschaft zugleich weiterhin der Schwerpunkt der industriellen Produktion.
Die zentralistische und ebenfalls hoch subventionierte Planwirtschaft der DDR konnte jedoch keinen wirtschaftlichen Aufschwung erreichen. Veraltete Anlagen sowie Rohstoff- und Devisenmangel verhinderten, dass die DDR-Wirtschaft mit den technologischen Entwicklungen im internationalen Maßstab Schritt halten konnte. Nach der politischen Wende 1989 brachen die Absatzmärkte vieler Ost-Berliner-Betriebe gleichsam mit den politischen Systemen zusammen. Hunderte von Betrieben und weit über Hunderttausend von Arbeitsplätzen wurden in der Folgezeit wegen geringer Wettbewerbsfähigkeit im Ostteil der Stadt abgebaut.

### Berliner Republik (seit 1990)

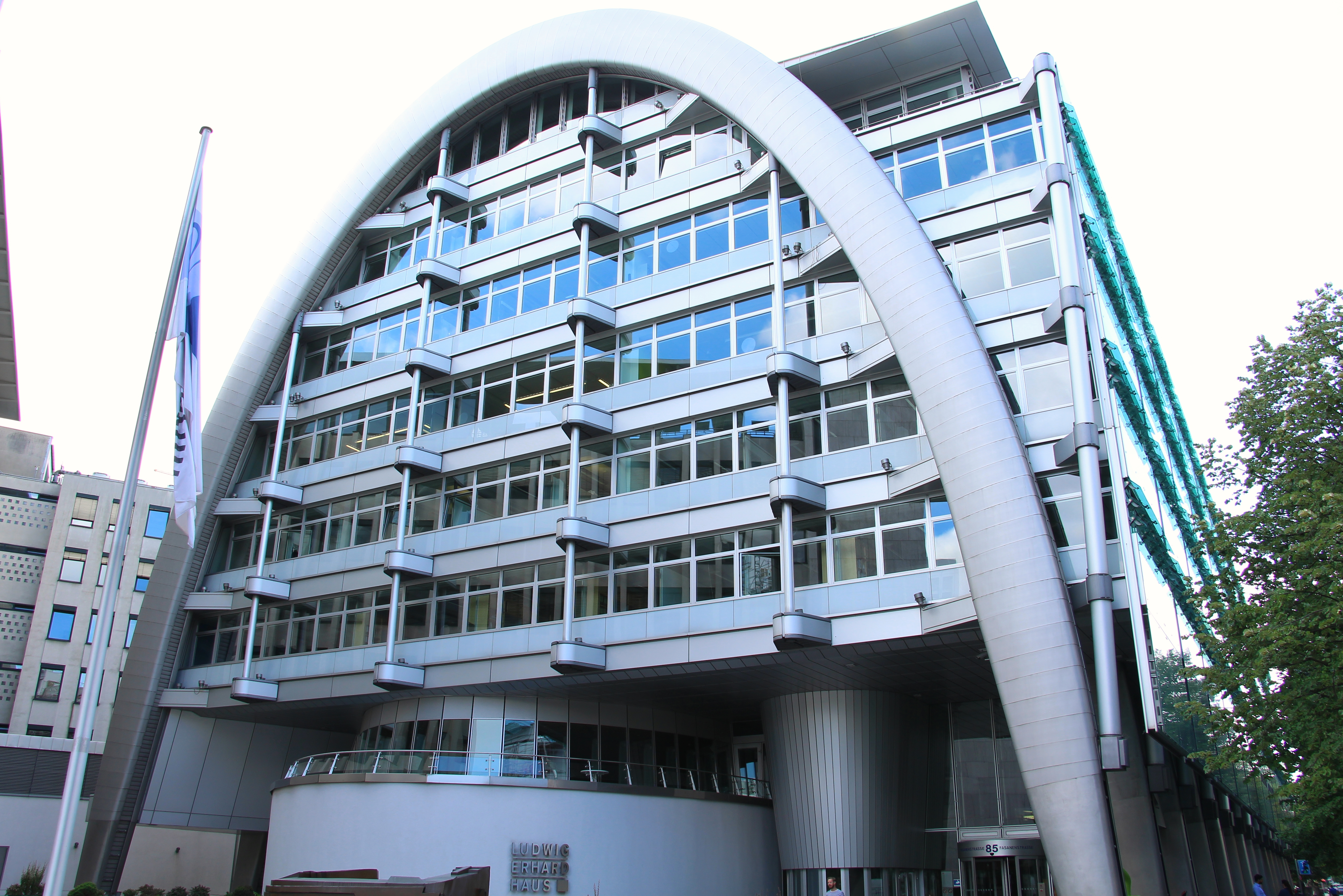
Das Ludwig-Erhard-Haus, Sitz der Berliner Börse seit 1997

Die Isolation West-Berlins wurde durch die deutsche Wiedervereinigung im Oktober 1990 beendet. Somit war die Voraussetzung für die erneute wirtschaftliche Einheit von Ost- und Westteil der Stadt gegeben. Die infrastrukturellen Verflechtungen mit dem Umland in Brandenburg nahmen stark zu.
Nach 1990 setzte sich u. a. der Bundesfinanzminister Theo Waigel für die Streichung der Berlin-Zulage ein. Im Zuge der Streichung der Berlin-Zulage und weiterer Förderinstrumente bis Mitte der 1990er Jahre wurde das Betreiben von einfachen Massenproduktionen in (West-)Berlin unrentabel und in der Folge kam es innerhalb weniger Jahre zum Abbau von weit mehr als 100.000 Industrie-Arbeitsplätzen allein in West-Berlin – zusätzlich zum abrupten Abbau von 300.000 zumeist einst industriellen „Treuhand-Jobs“ in Ost-Berlin.
Die industrielle Fertigung verlor in den 1990er Jahren dramatisch an Bedeutung. Im Zuge des wirtschaftlichen Strukturwandels entwickelten sich die Schwerpunkte in Berlin nach dem Jahr 2000 auf den Dienstleistungssektor und die industrielle Produktion wurde zugunsten innovativer Branchen verlagert.
Durch die entstandene Massenarbeitslosigkeit stiegen die Sozialkosten und infolgedessen die Verschuldung. Berlin musste im Zuge rigorosen Sparens infolge eingebrochener Einnahmen und zusammengestrichener Bundes-Zuwendungen die Anzahl der Mitarbeiter in den Verwaltungen so stark abbauen, dass die Verwaltungen zum Teil „dysfunktional“ wurden. Zudem wies Berlin über viele Jahre eine der niedrigsten öffentlichen Investitionsquoten aller Bundesländer auf. Daraus resultiert bis heute ein Sanierungsstau in Höhe von insgesamt weit mehr als zehn Milliarden Euro, der auch bis 2026 nicht abgebaut werden wird.
Von 1995 bis 2005 stagnierte die Wirtschaftsleistung in Berlin, weshalb dieses Jahrzehnt – nicht nur wirtschaftlich – auch als „verlorenes Jahrzehnt“ bezeichnet wird. Es kam zu einem erheblichen Anstieg von Armut, Privatverschuldung, Drogenabhängigkeit, Obdachlosigkeit, Kriminalitätsrate und allgemeiner Verwahrlosung. Berlin galt zunehmend als „grey city“ („graue Stadt“) und „failed state“ („gescheiterter Staat“).
Die arbeitende Bevölkerung im Ballungsgebiet Berlin wächst seit etwa 2005, innovative Wirtschaftscluster ziehen seitdem Unternehmer an und machten Berlin zur Gründungshauptstadt Deutschlands. Mit einem BIP von 90,6 Milliarden Euro löste Berlins Stadtökonomie 2006 die von Hamburg als führende in Deutschland ab. Zwischen 2006 und 2010 lag die Gründerquote in Berlin auf dem deutschlandweit höchsten Wert von 2,67 %. Die Wirtschaftsleistung wuchs in dem Zeitraum um knapp 13 % und damit doppelt so stark wie die des Bundes.
Im Dienstleistungssektor wurde im Jahr 2010 von etwa 80 % der Berliner Erwerbstätigen ein Anteil an der städtischen Bruttowertschöpfung von über 67 % erwirtschaftet. Das produzierende Gewerbe bot für etwa 8 % der Erwerbstätigen einen Arbeitsplatz, erwirtschaftete jedoch einen Anteil von fast 15 % der Berliner Wertschöpfung im Jahr 2010. Innerhalb der Berliner Industrie lag die Exportquote 2009 bei rund 45 %. Die bedeutendsten Warengruppen der Berliner Exporte waren derzeit pharmazeutische Erzeugnisse, elektrische Ausrüstungen und Kraftmaschinen.
Nach 2020 fiel die Berliner Wirtschaft in eine schwere Krise und volkswirtschaftliche Stagnation. Durch zahlreiche behördlich angeordnete Einschränkungen in Folge der COVID-19-Pandemie mussten erhebliche Teile der Kulturwirtschaft, der Messe- und Kongresswirtschaft, des Einzelhandels und der Gastronomie ihren Betrieb einstellen. Rund 200.000 Arbeitnehmer wurden in Kurzarbeit versetzt oder wurden arbeitslos. In der Folgezeit brach der Tourismus und der Flugverkehr nach Berlin um mehr als 80 % ein. Durch die ausbleibende kulturelle Anziehungskraft stoppte der Zuzug nach Berlin aus dem In- und Ausland. Ausgelöst durch abnehmende Energiesicherheit, Inflation, private Kaufkraftverlusten und darauffolgende Baustopps in der Immobilienbranche ist Berlin seit 2022 in multiple Wirtschaftsprobleme verwickelt.

## Wirtschaftsdaten

### Bruttoinlandsprodukt
Im Jahr 2017 betrug das nominale Bruttoinlandsprodukt (BIP) des Landes Berlin 136,6 Milliarden Euro, was einer Veränderung von +3,1 % gegenüber 2016 bedeutet (Deutschland: +2,2 %). Berlins Wirtschaftswachstum lag damit im sechsten Jahr in Folge über dem Durchschnitt der bundesdeutschen Wachstumsrate. Das BIP pro Kopf betrug im Jahr 2019 etwa 42.000& Euro und lag damit erstmals seit 1990 über dem gesamtdeutschen BIP pro Einwohner von 41.400 Euro. Im Jahr 2022 betrug das Bruttoinlandsprodukt des Landes Berlin 179,4 Milliarden Euro, was einem Anstieg von +4,9 % im Vergleich zum Jahr 2021 entspricht.
Berlins städtische Wirtschaft ist im Jahr 2023 gemessen am nominalen BIP nach Paris und vor Madrid und Rom die zweitgrößte innerhalb der Europäischen Union.
Im Vergleich mit dem regionalen BIP (in Kaufkraftstandards) je Einwohner erreichte Berlin in der EU (EU-27: Indexzahl 100) im Jahr 2008 einen Index von 99, Brandenburg von 82 und Deutschland von 116. Im Jahr 2016 erreichte Berlin einen Index von 118, Brandenburg von 89 und Deutschland von 124.
| Jahr | Arbeitslosenquote in Berlin |
| ---- | --------------------------- |
| 2001 | 17,3 %                      |
| 2003 | 20,6 %                      |
| 2005 | 19,3 %                      |
| 2007 | 16,3 %                      |
| 2009 | 13,7 %                      |
| 2011 | 11,9 %                      |
| 2015 | 09,4 %                      |
| 2018 | 07,9 %                      |

### Arbeitsmarkt
Nach der Wiedervereinigung im Jahr 1990 hat sich der Arbeitsmarkt in Berlin stark verändert. Von 1991 bis 2006 wurden etwa 260.000 Industrie-Arbeitsplätze abgebaut. Das Land Berlin hat aufgrund vieler Doppelstrukturen in der Verwaltung und im Öffentlichen Dienst zwischen 1995 und 2015 etwa 60.000 Stellen abgebaut.
Die Zahl der Erwerbstätigen in Berlin lag im Jahr 2021 bei 2,09 Millionen Personen. Das sind 22.000 mehr als im Vorjahr. Berlin verzeichnete damit die stärkste Zuwachsrate bei der Zahl der Erwerbstätigen unter allen deutschen Ländern.
Die Arbeitslosenquote lag im September 2018 bei 7,9 % (0,8 Prozentpunkte weniger als im Vorjahr) und erreichte den niedrigsten Stand seit 1991. 16,5 % der Einwohner bezogen im Jahr 2015 Leistungen nach dem SGB II.
Dennoch verspüren Berliner Unternehmen seit 2010 Fachkräfteengpässe – und zwar nicht nur im Bereich der Hochqualifizierten, sondern auch bei Absolventen mit dualer Ausbildung und Weiterbildungsabschlüssen, was allerdings auch mit den, im Vergleich zu westlichen Bundesländern, deutlich geringeren Löhnen und Gehältern in einem Zusammenhang stehen kann.
Quelle: Statistik Berlin Brandenburg

### Land Berlin

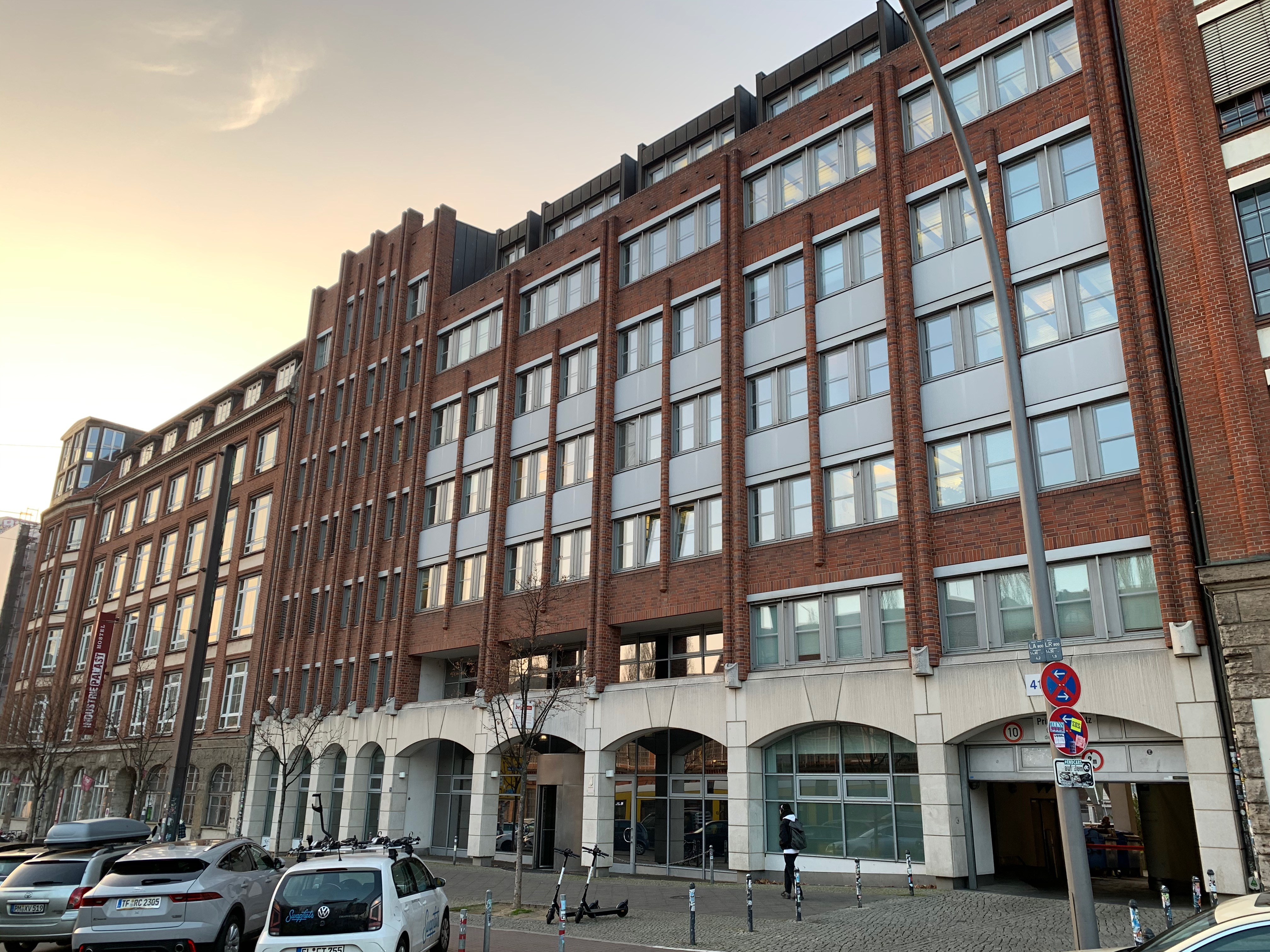
Standort der Senatskanzlei Wissenschaft und Forschung

Im Berliner Landesdienst, der aus Haupt- und Bezirksverwaltung besteht, waren im Jahr 2015 insgesamt 127.035 Beschäftigte tätig. Im öffentlichen Dienst in Berlin waren 193.110 Personen beschäftigt.
Die bereinigten Einnahmen des Landes Berlin betrugen 2017 rund 27,7 Milliarden Euro (2014: 23,8 Milliarden Euro). Die bereinigten Ausgaben im Jahr 2017 betrugen rund 26,6 Milliarden Euro (2014: 23,0 Milliarden Euro). Die Einnahmen des Landes Berlin an Steuern, Länderfinanzausgleich und Allgemeine Bundesergänzungszuweisungen im Jahr 2017 beliefen sich auf 15,4 Milliarden Euro.
Das Land Berlin war 2011 mit 62,9 Milliarden Euro verschuldet. Die Schulden stiegen insbesondere in den 1990er Jahren an. Aufgrund der guten Konjunktur seit 2012 konnte die Verschuldung auf 57,6 Milliarden Euro im Jahr 2019 reduziert werden. Durch die Wirtschaftskrise 2020–2021 infolge der COVID-19-Pandemie erhöhte sich der Schuldenstand zum Ende des Jahres 2020 auf 63,7 Milliarden Euro. 2021 betrug das Haushaltsdefizit 121,7 Millionen Euro.

### Import und Export

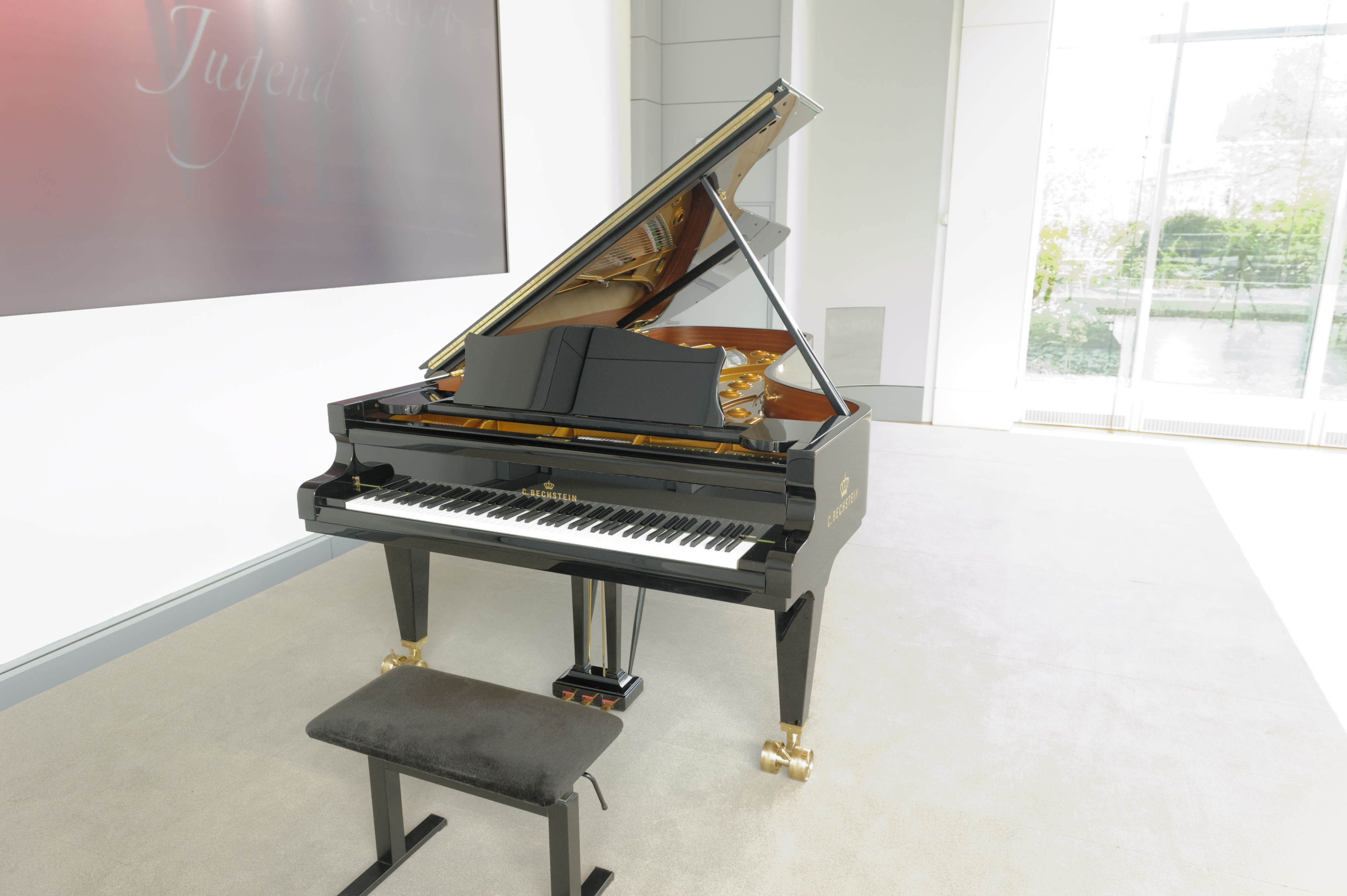
Konzertflügel der C. Bechstein Manufaktur

Im Jahr 2010 wurden physische Waren, die die Landesgrenze der Bundesrepublik Deutschland überschreiten, im Wert von rund 22 Milliarden Euro in Berlin ein- und ausgeführt. Bis zum Jahr 2019 stieg der Warenwert auf rund 30 Milliarden Euro.
Berlin ist – – wie Deutschland – – in großem Umfang abhängig von Importen, die Dienstleistungen und Produkte der IT-, Software- und internetzentrierten Industrie betreffen. Erhebliche Umsätze machen Warenimporte der Film-, Musik- und Spieleindustrie aus. Rohstofflieferungen, insbesondere für die lokale Energiewirtschaft, zählen ebenfalls zu den größten Importgütern.
Durch die im internationalen Vergleich verhältnismäßig gering ausgeprägte Wertschöpfung und Markenbildung exportieren die in Berlin ansässigen Unternehmen vorwiegend Waren und Dienstleistungen in Nischenmärkten.
Die bedeutendsten Warengruppen der Berliner Exporte waren im Jahr 2019 pharmazeutische Erzeugnisse, elektrische Ausrüstungen und Maschinen. Zum Export von in Berlin erzeugten Dienstleistungen gibt es keine Datenerhebung.

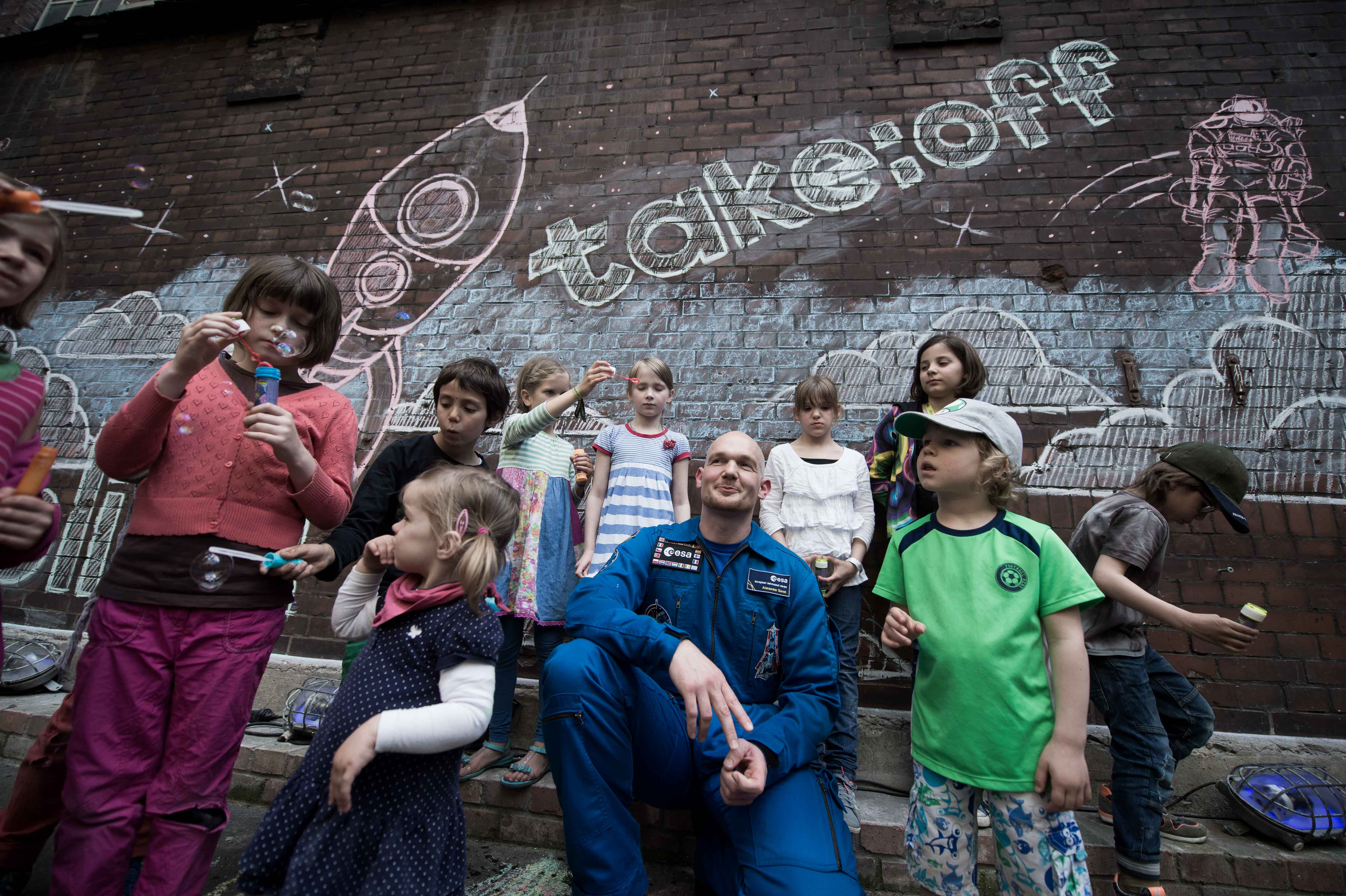
Berlin verzeichnete 2016 die höchste Geburtenzunahme seit 1990. (A. Gerst mit Kindern)

### Sozialdaten
Das durchschnittliche Bruttojahresgehalt von Vollzeitarbeitenden in Berlin lag im Jahr 2020 bei 53.408 Euro.
Im Jahr 2017 war in Berlin ein Anteil von 12,6 % der erwachsenen Bevölkerung überschuldet (Deutschland: 10,0 %).
41.087 Mädchen und Jungen kamen in Berlin im Jahr 2016 auf die Welt. Das war die höchste Anzahl an Neugeborenen in der Stadt seit 1990.
Insgesamt lebten 830.461 gering- bis nichtbeschäftigte Rentenempfängerinnen und Rentner im Jahr 2020 in Berlin.
Die Berliner Schülerschaft weist ein unterdurchschnittliches Bildungsniveau auf. Insbesondere die Leistungen in Deutsch und Mathematik sind schwächer ausgeprägt als im bundesdeutschen Vergleich (Stand: 2023).

## Standortfaktoren

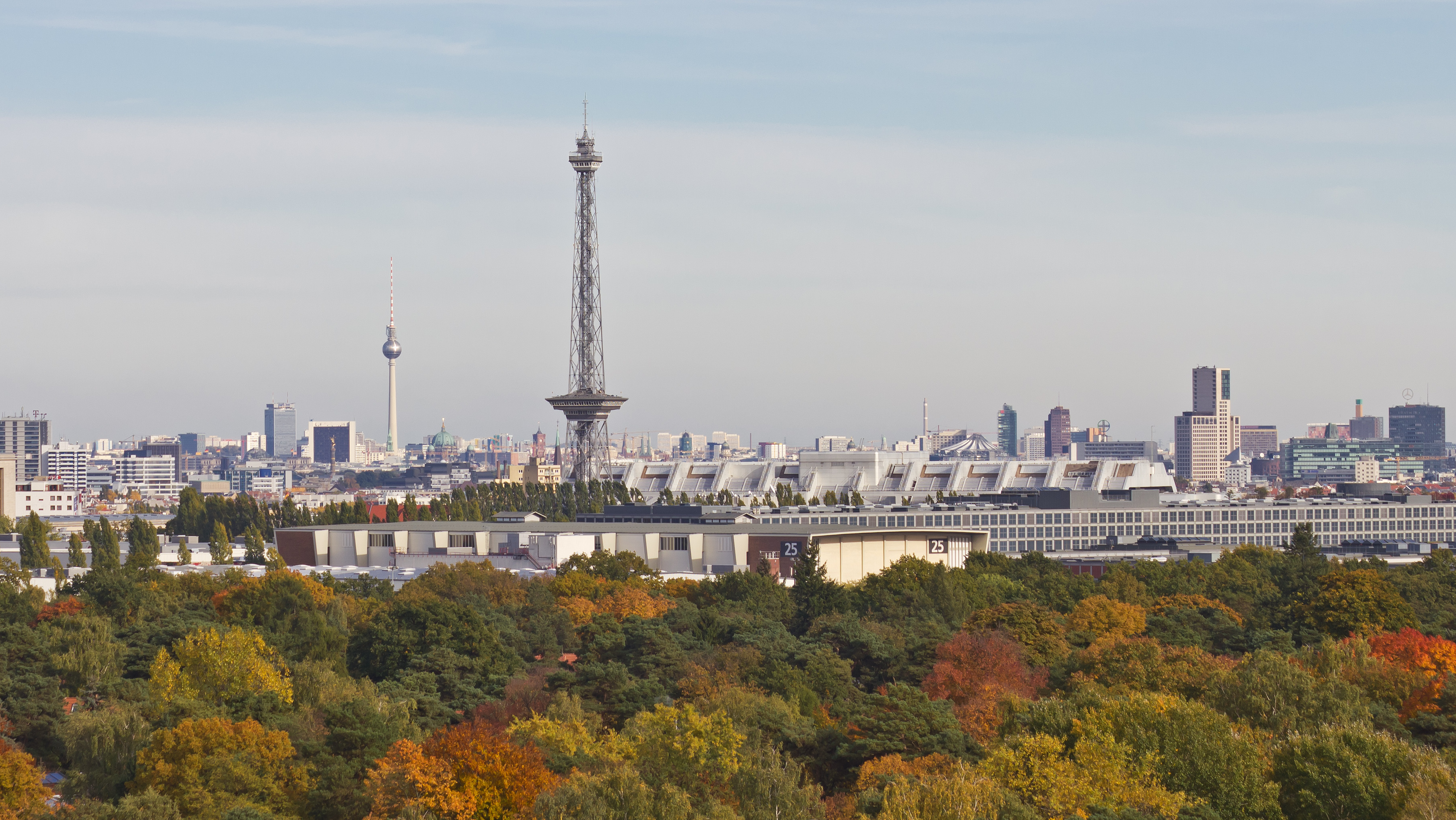
Berlin zählt seit 2011 zu den stark wachsenden Metropolen in Europa und gilt als Weltstadt mit einer hohen Lebensqualität

Berlin ist die Bundeshauptstadt der Bundesrepublik Deutschland, der weltweit viertgrößten Volkswirtschaft. Die Metropole ist Teil der Eurozone und der Europäischen Union, einem der größten Binnenmärkte der Welt. Wirtschaftsgeografisch bildet Berlin den Kern der Metropolregion Berlin-Brandenburg, die über sechs Millionen Einwohner umfasst.
Berlin zeichnet sich als Standort durch die Internationalität, das vielfältige kulturelle Angebot, die zahlreichen Naherholungsgebiete sowie einen gut ausgebauten ÖPNV aus. Durch zahlreiche im Stadtgebiet angesiedelte Technologieparks und die insgesamt 79 wissenschaftlichen Einrichtungen ist Berlin eine Wissenschaftsregion. Die große Anzahl an Hochschulabsolventen bietet vor allem innovativen Unternehmen ein großes Fachkräftepotential.
In den unterschiedlichsten international angelegten Studien wird die Lebensqualität der Stadt Berlin als überdurchschnittlich bewertet.

### Bildung und Forschung

Die Humboldt-Universität zu Berlin ist eine von drei Exzellenz-Universitäten in der Stadt

In Berlin gibt es 40 Hochschulen, an denen rund 200.000 Studenten (Wintersemester 2023/24) eingeschrieben sind. Im Jahr 2010 schlossen an den Berliner Hochschulen knapp 25.000 Studenten ihr Studium ab. Außerdem sind in der Stadt jeweils sechs Einrichtungen der Max-Planck-Gesellschaft und der Fraunhofer-Gesellschaft, 16 Einrichtungen der Wissenschaftsgemeinschaft Gottfried Wilhelm Leibniz und circa 18 weitere Forschungseinrichtungen und -verbünde angesiedelt.
So hat Berlin pro Kopf deutschlandweit die höchste Forscher- und Akademikerdichte, insgesamt sind an 79 Einrichtungen etwa 200.000 Menschen in Wissenschaft und Forschung aktiv. In Berlin bestehen Kooperationen von Wirtschaft und Wissenschaft. Ein Beispiel ist das Technologiezentrum Berlin-Adlershof in dem sechs Institute der Humboldt-Universität und etwa 1000 Unternehmen in direkter Nähe zueinander angesiedelt sind.
Die European School of Management and Technology (ESMT) zählt zu den international renommiertesten privat geführten Wirtschaftsakademien.

### Infrastruktur

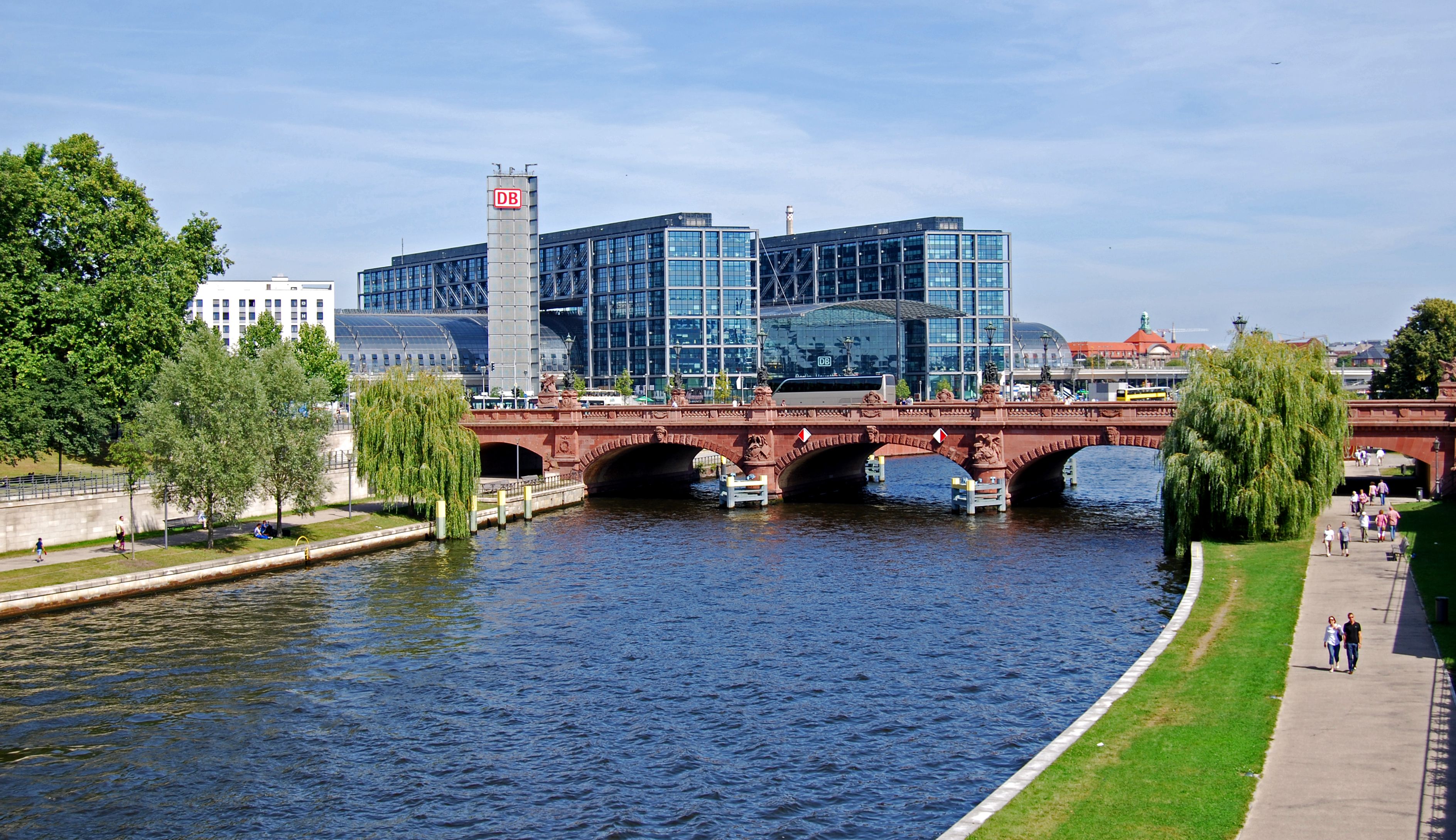
Berliner Hauptbahnhof

In Berlin treffen sich zehn Bahn-Hauptstrecken, die die Stadt zu einem europäischen Bahnknoten machen. Mit täglich rund 300.000 Reisenden ist der Berliner Hauptbahnhof Europas größter Kreuzungsbahnhof. Hochgeschwindigkeitsstrecken, die mit dem ICE bedient werden, führen nach Hamburg, Frankfurt, Köln oder München. Direktverbindungen nach Dresden, Prag, Wien oder Warschau sind auf EC-Strecken möglich. Nach Amsterdam existiert eine IC-Direktverbindung (Stand:2018).
Mit S-Bahn, U-Bahn, Regionalbahn, Straßenbahn, Bussen, Fähren und einer Seilbahn hat Berlin einen sehr umfangreichen ÖPNV. Das Netz der Berliner U-Bahn und S-Bahn zählt, gemessen an der zusammengerechneten Streckenlänge, zu den zehn größten schienengebundenen Städte-Nahverkehrssystemen der Welt. Tariflich zusammengefasst ist der ÖPNV Berlins durch den Verkehrsverbund Berlin-Brandenburg (VBB), dem flächengrößten Verkehrsverbund in Deutschland.

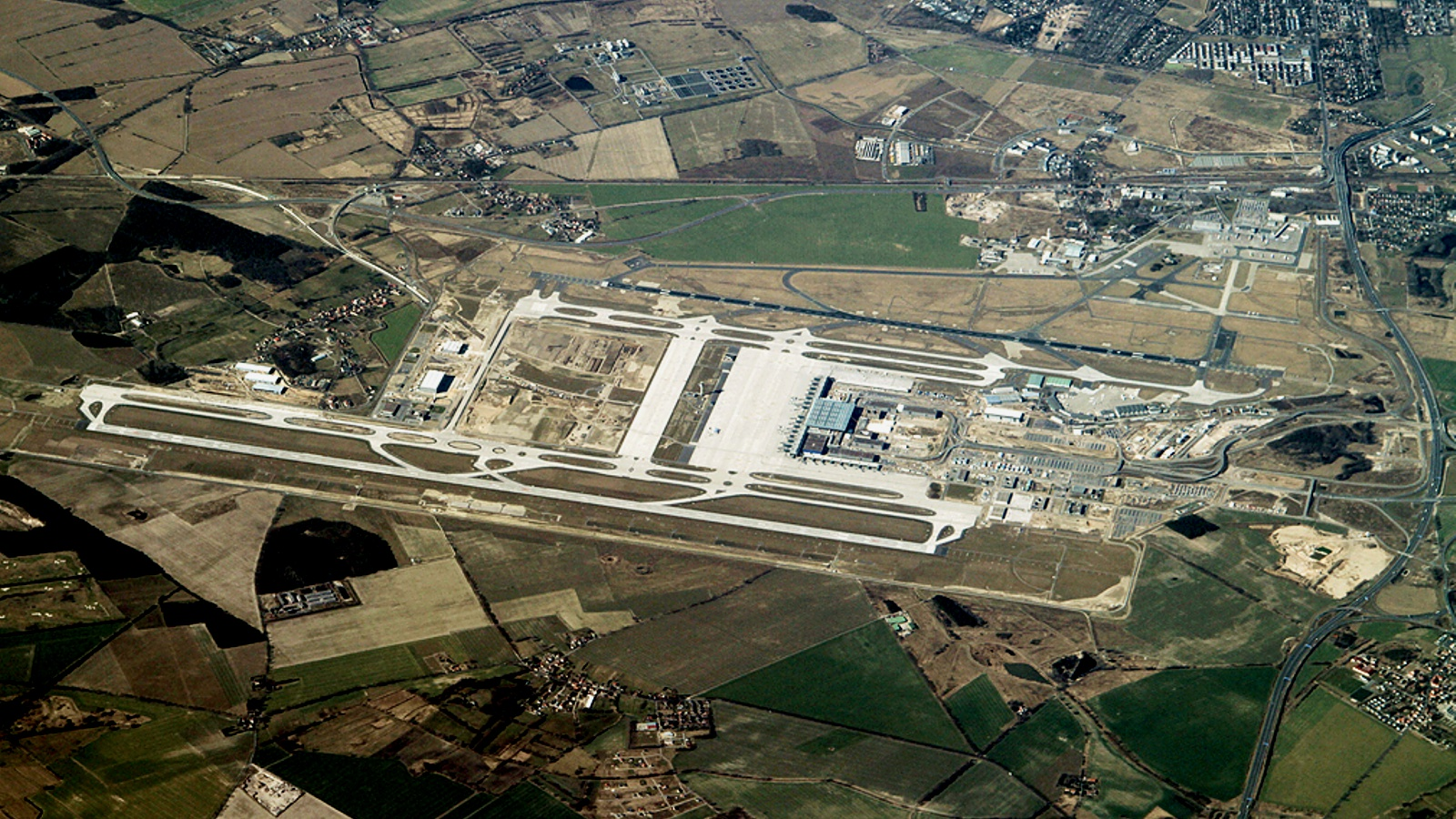
Flughafen Berlin Brandenburg

Sechs Autobahntrassen verbinden den Berliner Ring mit dem Bundesgebiet und weiteren Bereichen in Europa. Darunter sind die Bundesautobahn 11 in Richtung Uckermark, die A 24 nach Hamburg, die A 12 nach Frankfurt/Oder und Warschau, die A 13 nach Dresden und Prag, die A 9 nach Leipzig und München sowie die A 2 nach Hannover und in das Ruhrgebiet mit Anschluss zu niederländischen und belgischen Nordseehäfen.
Berlin verfügt seit 2020 mit dem neuerbauten Flughafen Berlin Brandenburg (BER) über ein zentralisiertes Flughafensystem. Der ausgebaute Standort in Schönefeld, Brandenburg kann eine rechnerische Kapazität von rund 40 Millionen Passagieren im Jahr abfertigen.
Bis zum Jahr 2026 will die Deutsche Telekom eine Million Glasfaseranschlüsse mit einer Übertragungsrate von bis zu 1 Gbit/s aufbauen. Im gesamten Stadtgebiet sind mobile Breitbandanwendungen über UMTS- und LTE-Netze garantiert (Stand: 2017). Seit 2019 wird in der Stadt der Mobilfunkstandard 5G installiert. Außerdem gibt es im Jahr 2020 etwa 5000 kostenfreie WLAN-Orte in der Stadt.

### Gründerszene

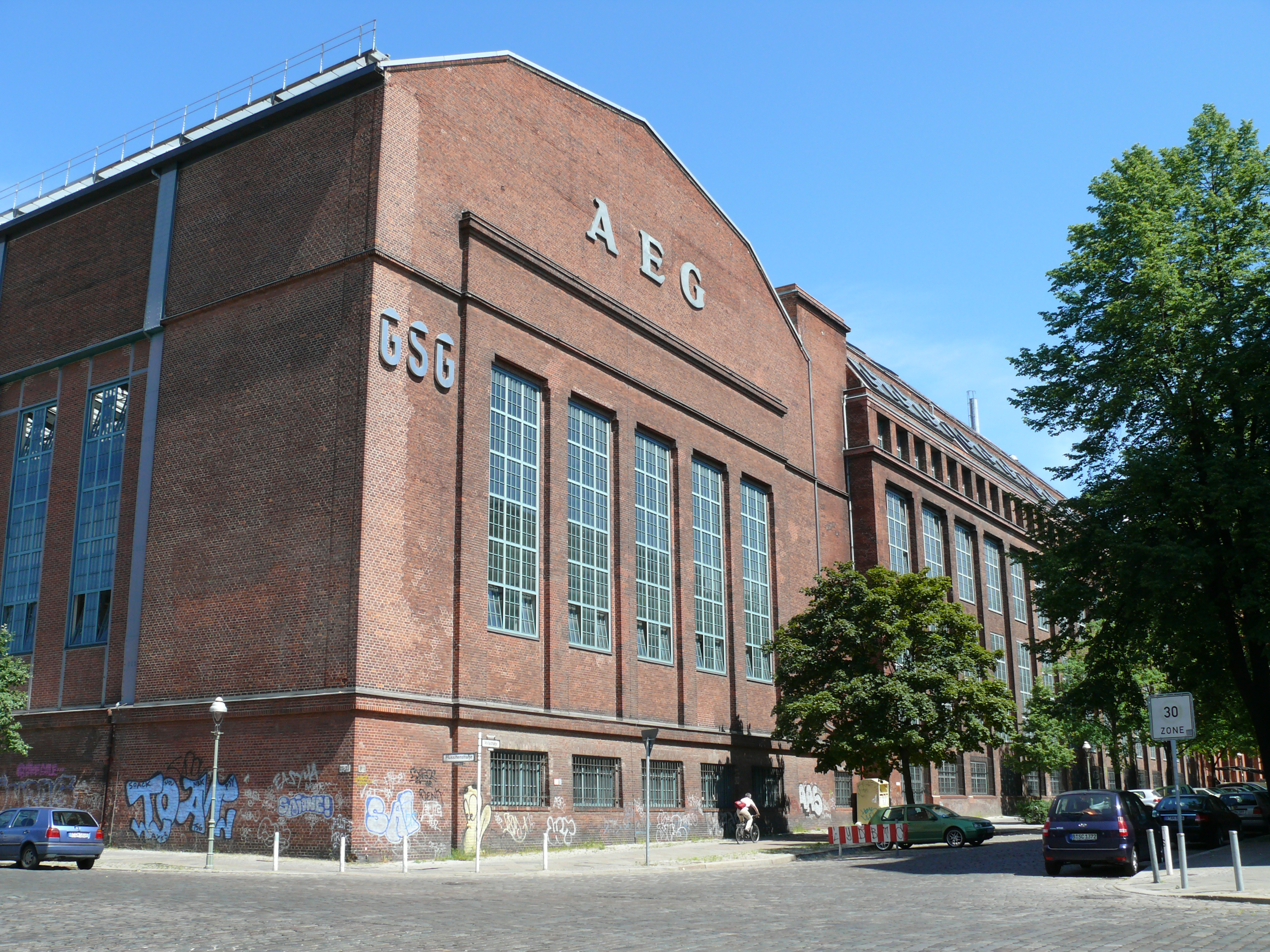
Gründerzentrum der Technischen Universität Berlin

Die Gründer- und Start-up-Szene Berlins sorgt insbesondere seit den späten 2000er Jahren für einen steten Zuwachs an Arbeitsplätzen, Innovation, Kaufkraft und Internationalität des Berliner Wirtschaftsumfeldes. In den Jahren 2018 und 2019 wurden deutschlandweit in Berlin die meisten Start-ups gegründet. 2019 wurde in Deutschland mit 3,7 Milliarden Euro am meisten Risikokapital in Berliner Start-ups investiert.
Einer stadtökonomischen Untersuchung Berlins von 2014 zufolge sei im urbanen Umfeld eine hohe Einwohnerdichte und ein lebendiges Ausgeh- und Kulturleben für die Gründerszene wichtig, die Arbeit und Leben nah beieinander zusammenbringt.
Entscheidend für den Erfolg von Start-ups und Unternehmensgründern insgesamt sei laut einer RKW-Studie von 2015 ein „fruchtbares regionales Gründer-Ökosystem“ bzw. gründerfreundliches Klima, das durch das Zusammenspiel von Talenten, erfolgreichen Unternehmern, Finanzierungsmöglichkeiten, Bildungseinrichtungen, potenziellen Kunden, leistungsfähiger Infrastruktur, die Offenheit für Innovationen, Kreativität und eine hohe Lebensqualität entstehe. In Berlin sei diese Dynamik gegeben.

### Standortnachteile

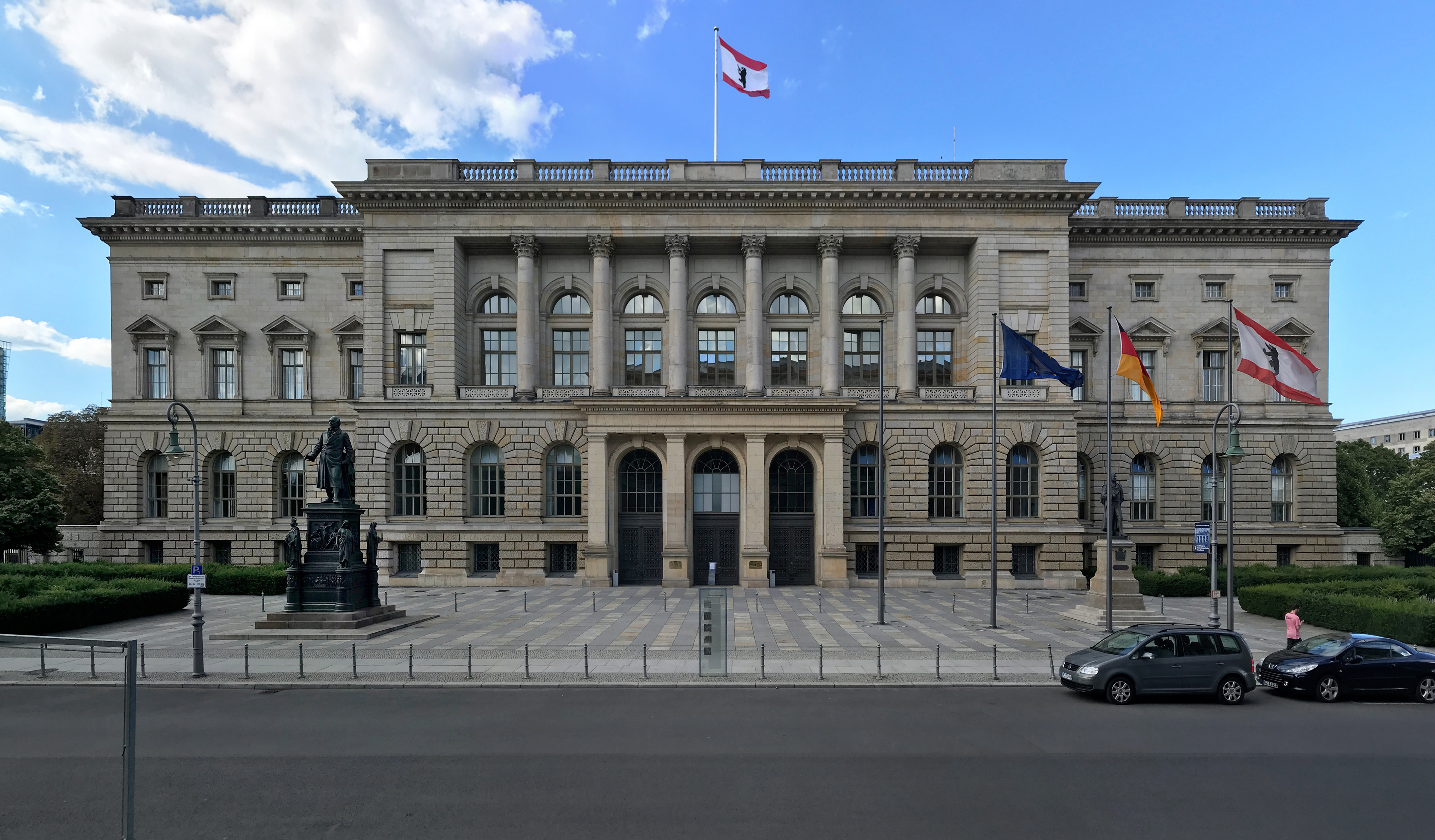
Abgeordentenhaus Berlin

Zu den Schwächen des Standorts zählt seit 2015 die ineffiziente und wenig innovative städtische Verwaltung des Landes Berlin. Verschiedene deutsche Medien bezeichneten die Stadt Berlin zwischen 2015 und 2021 als eine „selbstverschuldet-unfähige“, „dreckige“, „hässliche“, „heruntergekommene“ Stadt, der nichts gelänge.
Von der Parteienlandschaft des Abgeordnetenhauses gehen zudem wenige Initiativen zur strategischen Standort- oder Investitionsentwicklung aus. Der nach 2016 im Amt befindliche Senat war für seine unternehmens- und wirtschaftskritische Haltung bekannt. Sowohl der Berliner Senat als auch die Oppositionsparteien erreichten zwischen 2016 und 2024 laut Umfragen nur einen sehr unterdurchschnittlichen Rückhalt bei der Wahlbevölkerung.
Die Berliner Parteien können zudem kaum hochqualifiziertes Spitzenpersonal hervorbringen und gelten als eher kleinbürgerlich. Die Zusammenarbeit mit der in Berlin ansässigen Bundesregierung und mit Partnern aus der Privatwirtschaft ist gering ausgeprägt.

## Wirtschaftszweige
Zu den tragenden privatwirtschaftlich und teils staatlich getriebenen Branchen in Berlin zählen u. a. die Bereiche Tourismus, Biotechnologie/Medizintechnik/Pharma, Medien/Informations- und Kommunikationstechnologie, Verkehrstechnik und Logistik, Optik und Photonik, sowie Energietechnik.

### Kreativwirtschaft
Berlin hat sich seit dem Jahr 2000 zu einer wichtigen europäischen Metropole für die Kreativ- und Kulturwirtschaft entwickelt. 2006 wurde Berlin in das Creative Cities Network der UNESCO aufgenommen.
Im Jahr 2009 erwirtschafteten in der Kreativ- und Kulturwirtschaft knapp 160.000 Erwerbstätige in 25.500 Unternehmen einen Umsatz von rund 12,8 Milliarden Euro. Gemeinsam mit dem IKT-Sektor erwirtschaftet der Medien-, Kreativ- und Kulturbereich somit rund 16 % des Berliner Gesamtumsatzes (2009).
2014 zählte die Berliner Medien- und Unterhaltungsbranche zu zehn umsatzstärksten Medienstandorten der Welt. Die Branche ist jedoch geprägt durch kleine und mittlere Unternehmen und hat noch keine wesentlich international erfolgreichen Konzerne hervorgebracht.
Innerhalb der Kulturwirtschaft spielt die Musikbranche mit etwa 14.000 Beschäftigten im Jahr 2018 eine besondere Rolle. Über 10 % aller Musikunternehmen Deutschlands haben ihren Sitz in Berlin.
Zu den kulturellen Botschaftern der Metropole zählen die vielen international bekannten Profiklubs im Sport.

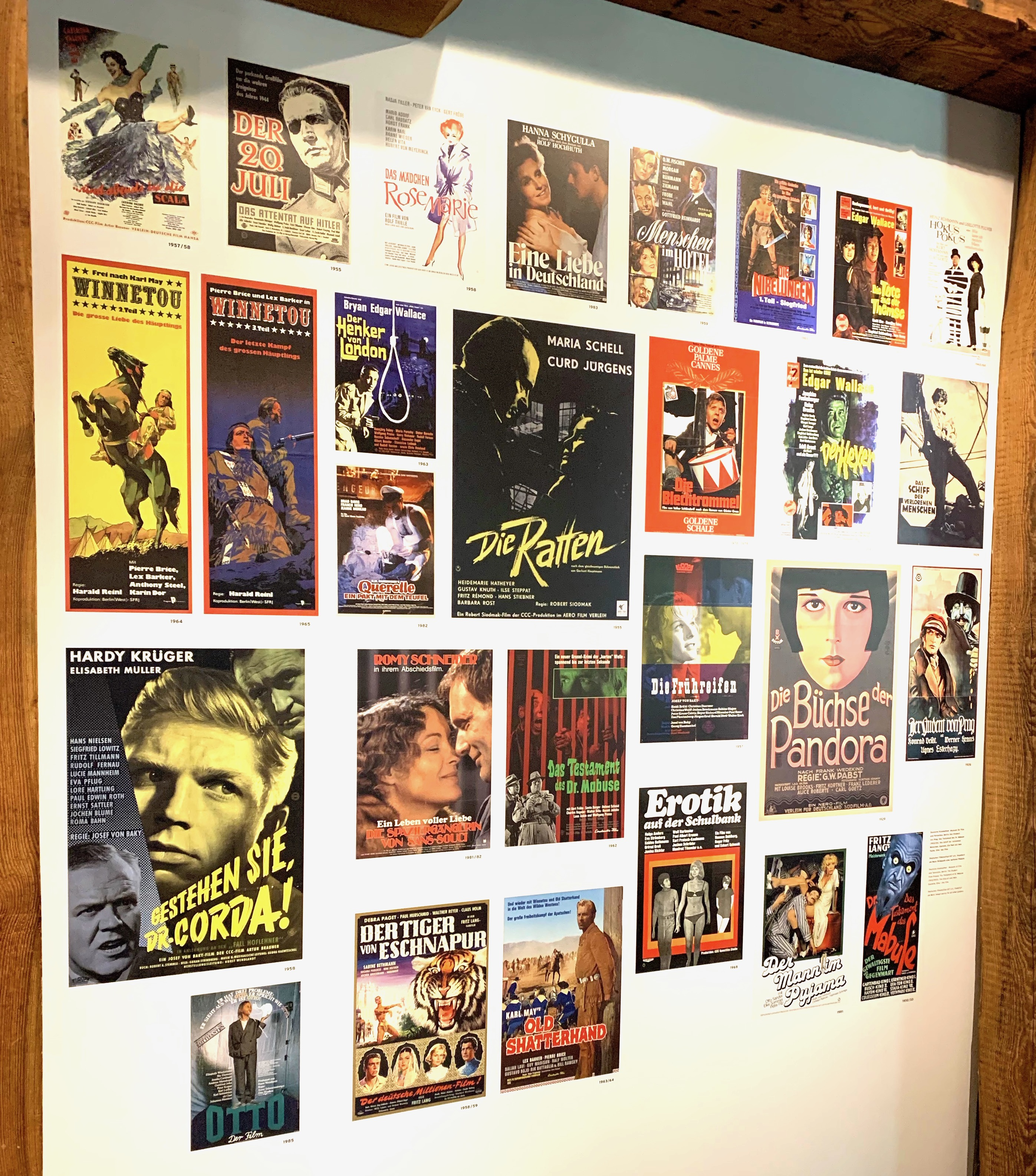
Filme der CCC-Filmkunst
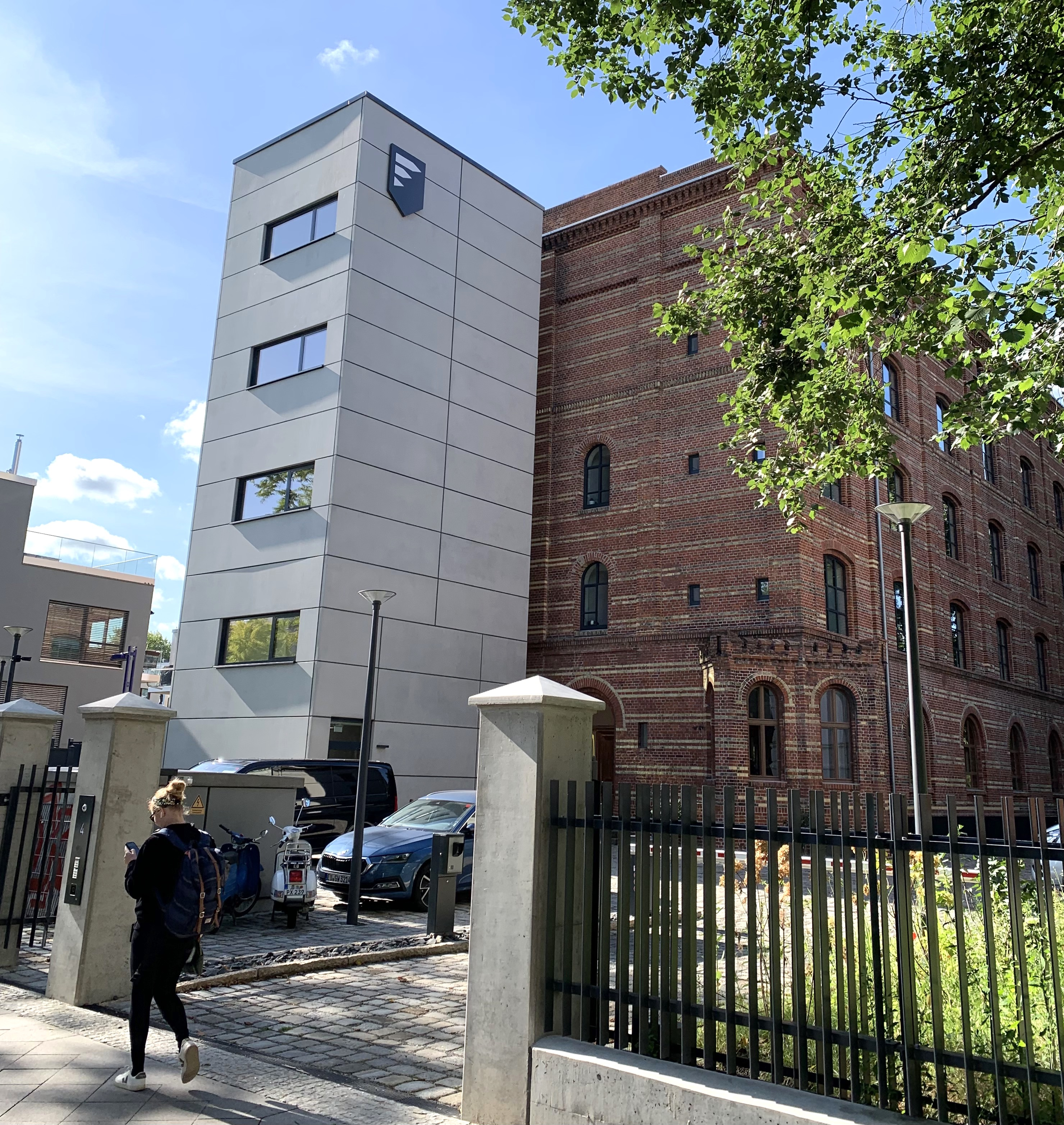
Florida Entertainment
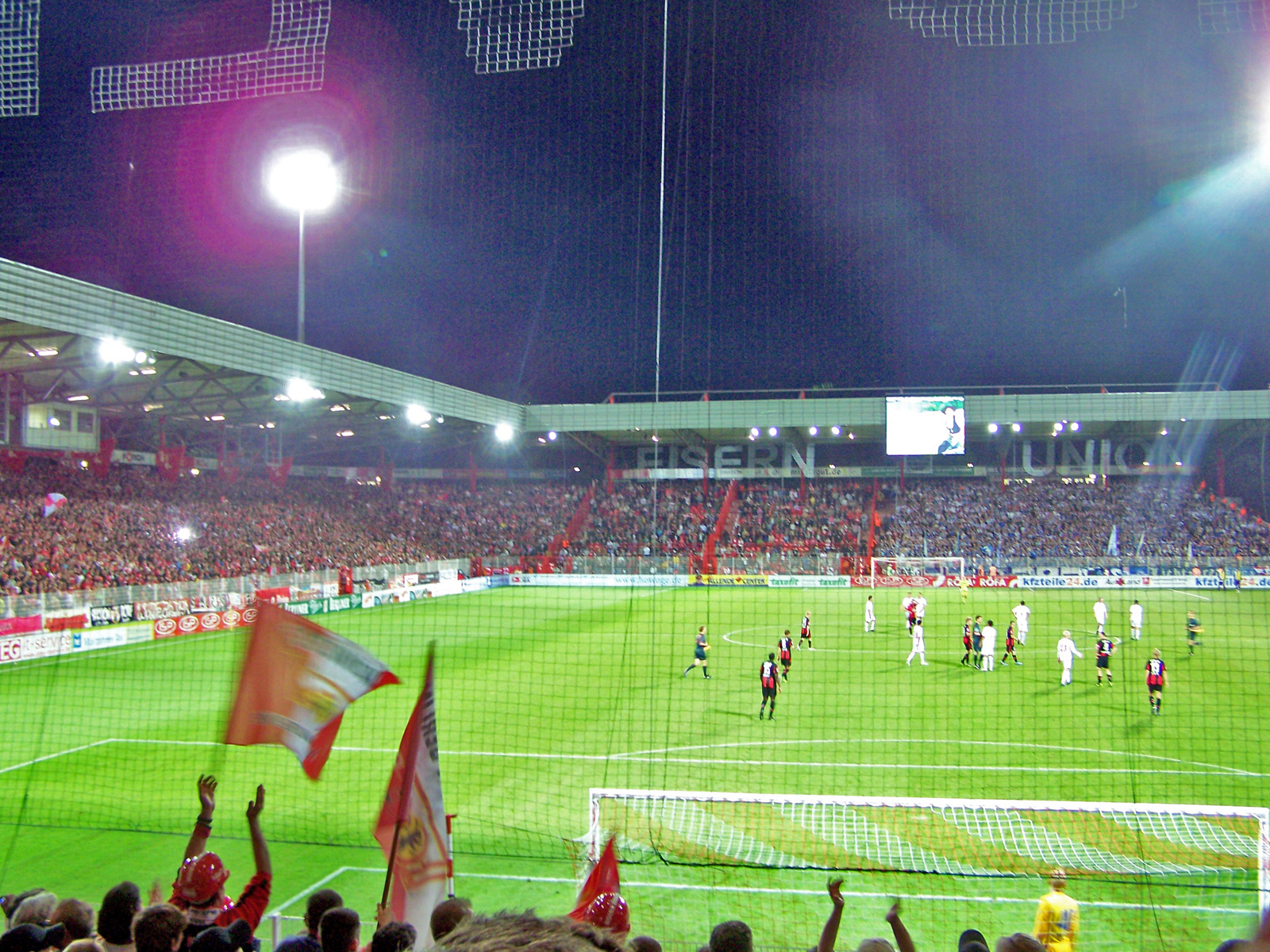
Profifußball des 1. FC Union Berlin
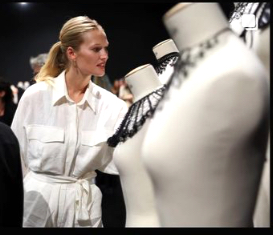
Berlin Fashion Week
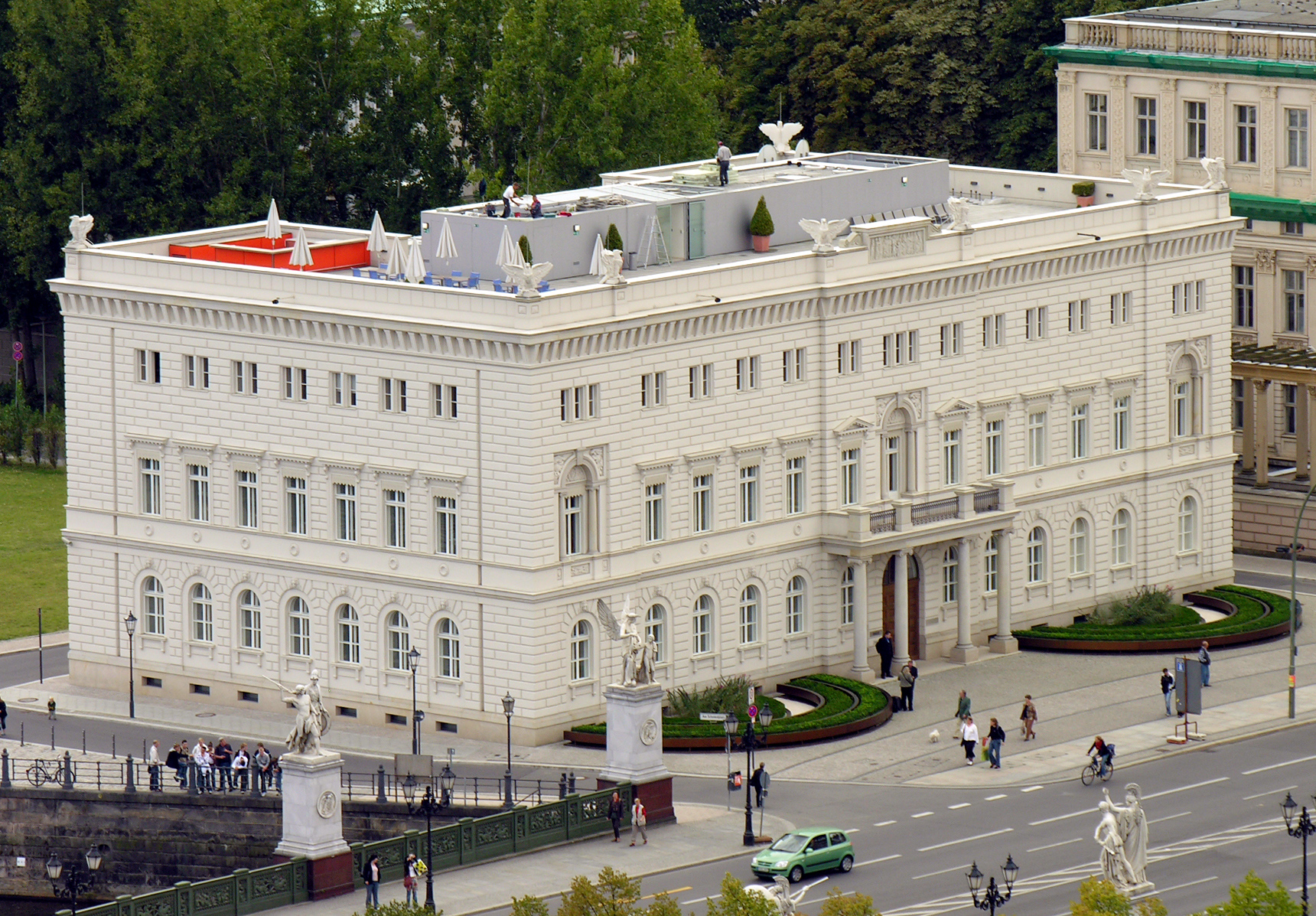
Bertelsmann Repräsentanz

### Bank- und Finanzwirtschaft

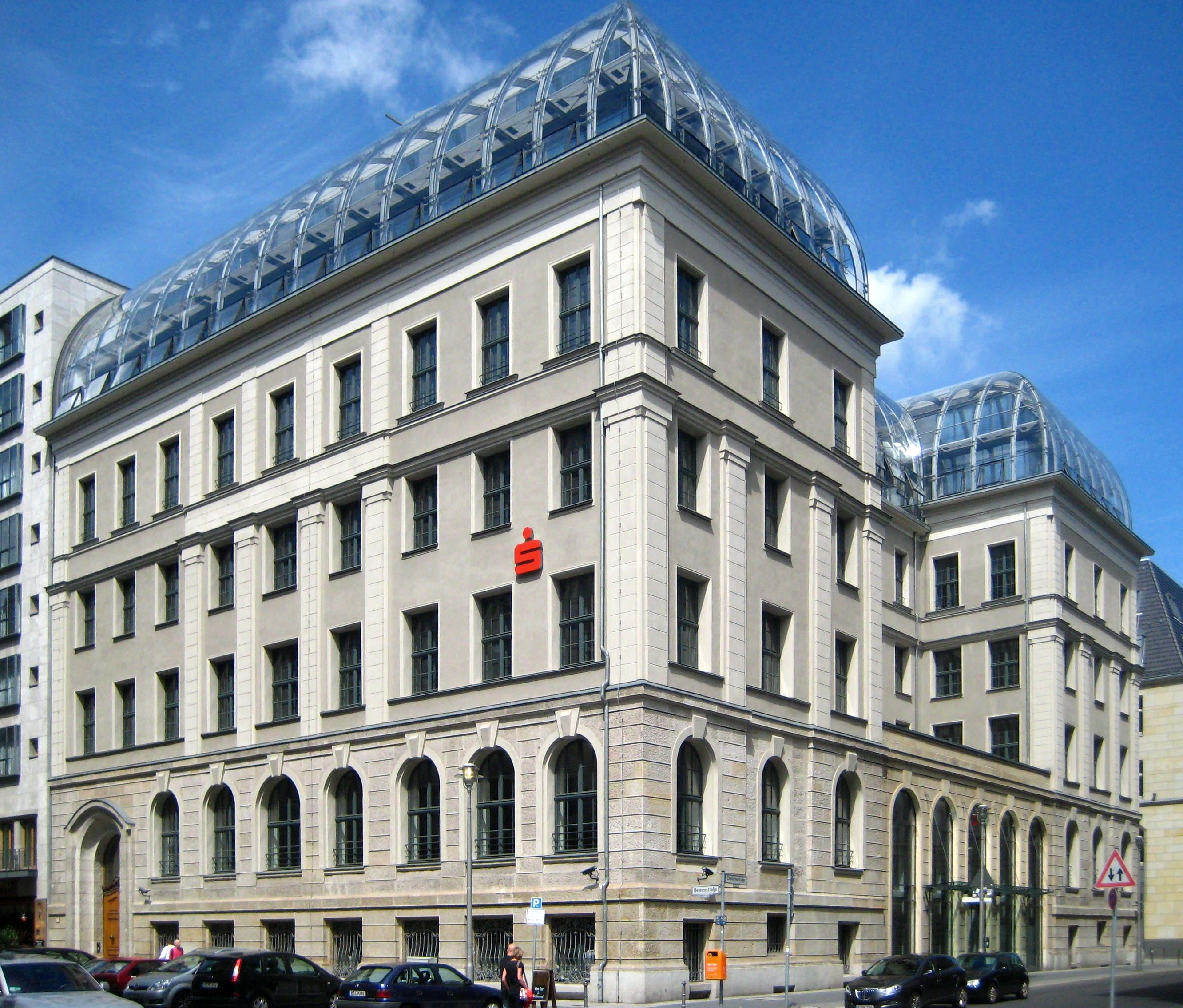
Sitz der Sparkassen-Finanzgruppe in Berlin

Die Deutsche Kreditbank (DKB) ist ein Kreditinstitut und 100 %ige Tochtergesellschaft der Bayerischen Landesbank. Mit einer Bilanzsumme von 76,5 Milliarden Euro stand die DKB 2015 an 16. Stelle in der Liste der größten Banken in Deutschland.
Die Börse Berlin ist eine Regionalbörse in der Metropole. 2016 verzeichnete die Börse einen Gesamtumsatz von 63,7 Milliarden Euro. Handelsteilnehmer waren 61 Kreditinstitute und 29 Finanzdienstleister.
Die Investitionsbank Berlin (IBB) ist das zentrale Förderinstitut des Landes Berlin. Aufgabenschwerpunkt der IBB liegt in der Wirtschaftsförderung kleiner und mittlerer Unternehmen sowie dem Wohnungsbau.

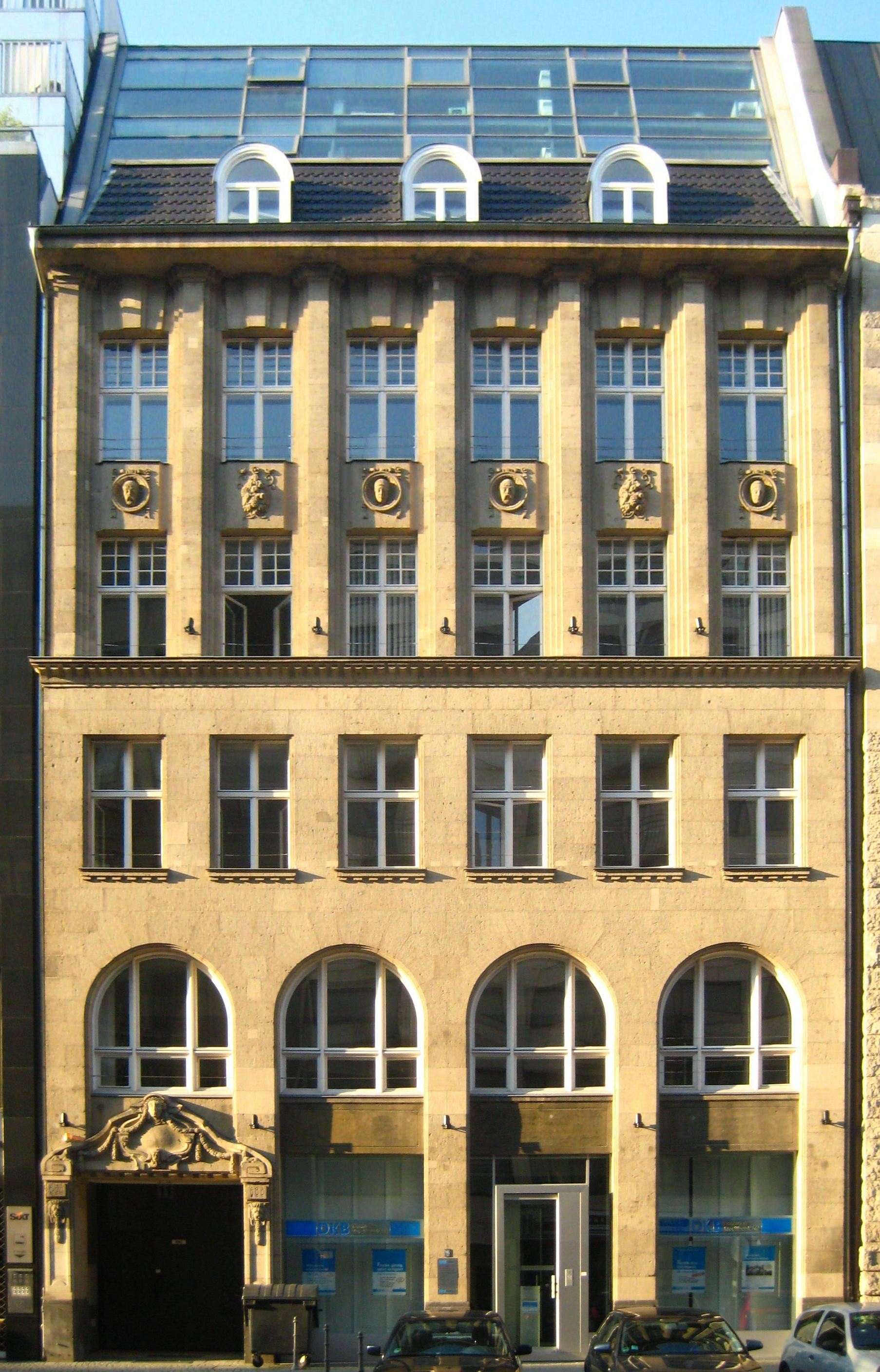
Geschäftshaus der DKB

Die Berliner Sparkasse ist eine öffentlich-rechtliches Kreditinstitut und hat ihren Sitz in Berlin. Mit etwa 1.7 Millionen Kunden und rund 1,4 Millionen Girokonten ist die 1818 gegründete Sparkasse im Jahr Marktführer in der Stadt. Die Sparkassen-Finanzgruppe, die mehr als 600 dezentral arbeitende Unternehmen im Bereich der Finanzdienstleistungen umfasst hat ihren Sitz ebenfalls in Berlin.
Die Feuersozietät, gegründet im Jahr 1718, ist die zweitälteste Versicherungsgesellschaft in Deutschland. Rund 640.000 Versicherte zählten zu den Kunden im Jahr 2014.
Die 2002 gegründete Rating-Agentur Scope hat ihren Hauptsitz in Berlin. Der Deutschland-Sitz der Wirtschaftsprüfungsgesellschaft KPMG liegt in der Berliner Europacity.
Seit etwa 2015 ist Berlin die Stadt mit der größten Anzahl an Wagniskapitalgesellschaften in Deutschland. Etwa 24 % aller Investmentunternehmen im Land haben dort ihren Sitz. Zu den bekanntesten Kapitalgebern gehören u. a. Rocket Internet und Cherry Ventures. Das Bundeswirtschaftsministerium in Berlin stellt seit dem Jahr 2021 im sogenannten Zukunftsfonds rund 10 Milliarden Euro Kapital für Firmengründungen im Hochtechnologie-Bereich zur Verfügung.
Durch die Verbreitung neuer Finanztechnologien, Kreditkarten und bargeldloser Bezahltechniken hat die europäische und städtische Bankenwelt nach dem Jahr 2010 wesentliche Teile ihrer Infrastruktur verloren. Nahezu alle Marktanteile von internetbasierten Technologien wurden von US-amerikanischen IT-Firmen übernommen. Neue Banken wie N26, Solaris und Trade Republic haben ihre Unternehmen in Berlin gegründet. Die Lloyds Banking Group wertete im Zuge des Brexit ihre Berliner Filiale zur EU-Zentrale auf.

### Tourismus

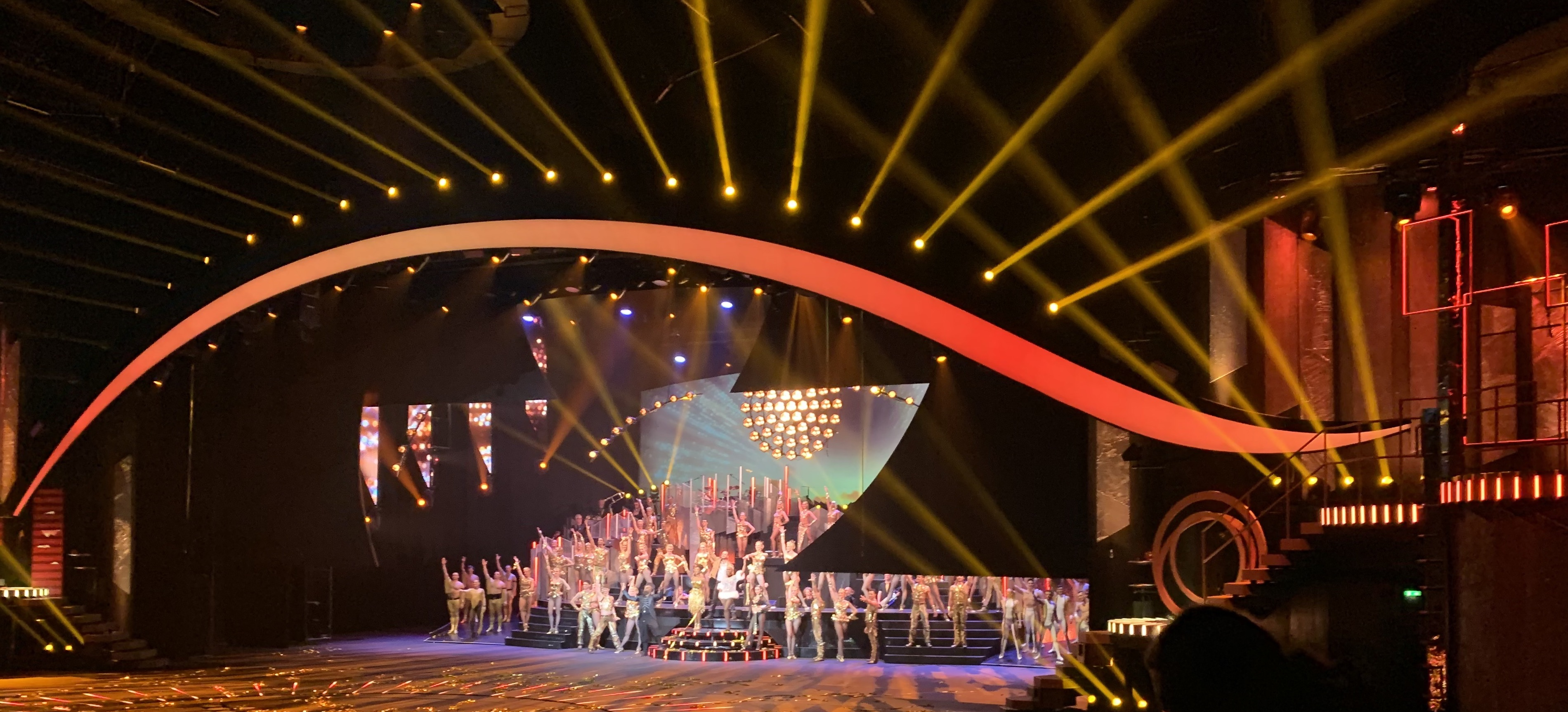
Show im Friedrichstadt-Palast

Berlin ist eines der meistbesuchten Zentren des nationalen und internationalen Städtetourismus. Im Jahr 2017 wurden etwa 31,2 Millionen Übernachtungen in Berliner Beherbergungsbetrieben von 13,0 Millionen Gästen gezählt.
Dies stellt im Vergleich zum Jahr 2001 (11,3 Millionen Übernachtungen von 4,9 Millionen Gästen) nahezu eine Verdreifachung der Zahlen dar. Hinzu kommen jährlich geschätzt mehr als 100 Millionen Tagesbesucher. Die Stadt ist damit nach London und Paris ein bevorzugtes Reiseziel innerhalb Europas.
Die Berliner Hotellandschaft bestand 2017 aus knapp 800 Unterkünften mit einer Bettenkapazität von rund 143.000. Die Verweildauer der Hotelgäste beträgt im Durchschnitt 2,2 Tage. Internationale Gäste machen etwa 45 Prozent der Besucherzahlen aus. Hierbei liegen Besucher aus Großbritannien, Italien, den Niederlanden, Spanien und den Vereinigten Staaten von Amerika in der Spitzengruppe. Hauptanziehungspunkte sind Architektur, historische Stätten, Museen, Festivals, Einkaufsmöglichkeiten, Nachtleben sowie Großveranstaltungen, die jährlich mehrere hunderttausend Besucher zählen.

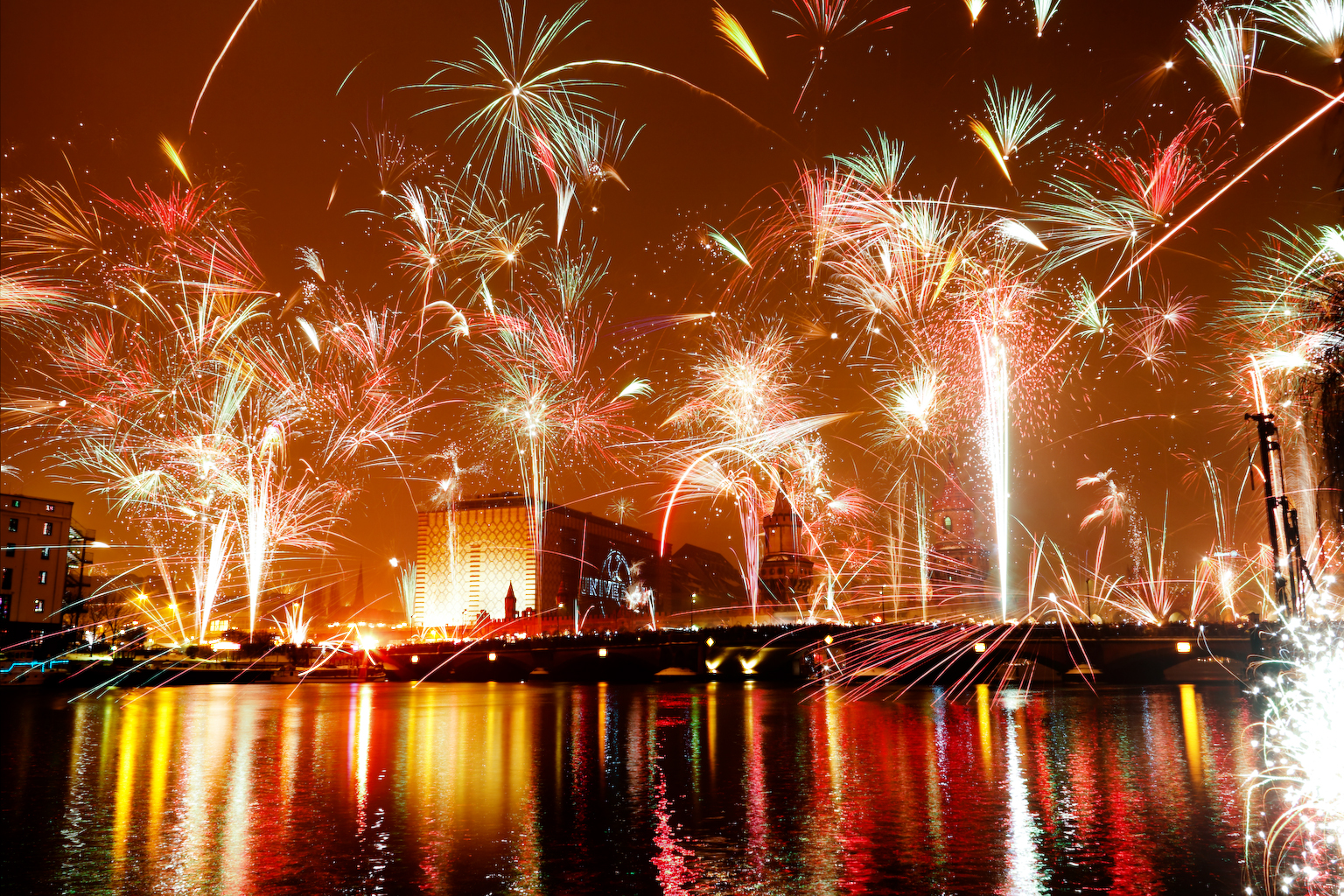
Silvester in Berlin, eines der besucherstärksten Ereignisse in der Metropole

Durch die sehr positive Entwicklung seit dem Jahr 2000 ist die Tourismusbranche in Berlin zu einer wichtigen Säule der regionalen Wirtschaft geworden. Die größten Profiteure des Berlin-Tourismus sind das Gastgewerbe (42,8 % des Umsatzes), der Einzelhandel (40,4 %) und die Dienstleistungsunternehmen (16,8 %).
|                                  | 1996      | 2006       | 2014       | 2016       |
| -------------------------------- | --------- | ---------- | ---------- | ---------- |
| Gäste in Hotels                  | 3.272.888 | 7.077.275  | 11.871.300 | 12.731.600 |
| Anteil der Gäste aus dem Ausland | 24,6 %    | 32,8 %     | 38,1 %     | 45,6 %     |
| Übernachtungen in Hotels         | 7.519.751 | 15.910.372 | 28.688.700 | 31.067.800 |

Zu den meistbesuchten UNESCO-Weltkulturerbestätten in Berlin und seiner Agglomeration gehören die Museumsinsel (2019: 3,095 Mio. Besucher) – im Besonderen das Pergamonmuseum und das Neue Museum mit jeweils mehr als 800.000 Besuchern (2019) – und Potsdamer Schloss Sanssouci mit etwa 350.000 zahlenden Besuchern pro Jahr (2019).

### Messe- und Kongresswirtschaft
Berlin ist einer der besucher- und umsatzstärksten Messe- und Kongressstandorte der Welt. Im Jahr 2018 wurden etwa 143.390 Veranstaltungen mit rund 12 Millionen Teilnehmern durchgeführt. Laut ICCA Statistik war Berlin, gemessen an der Anzahl von Kongressen mit internationaler Beteiligung, im Jahr 2019 auf Rang 3 aller Kongressstädte gelistet.

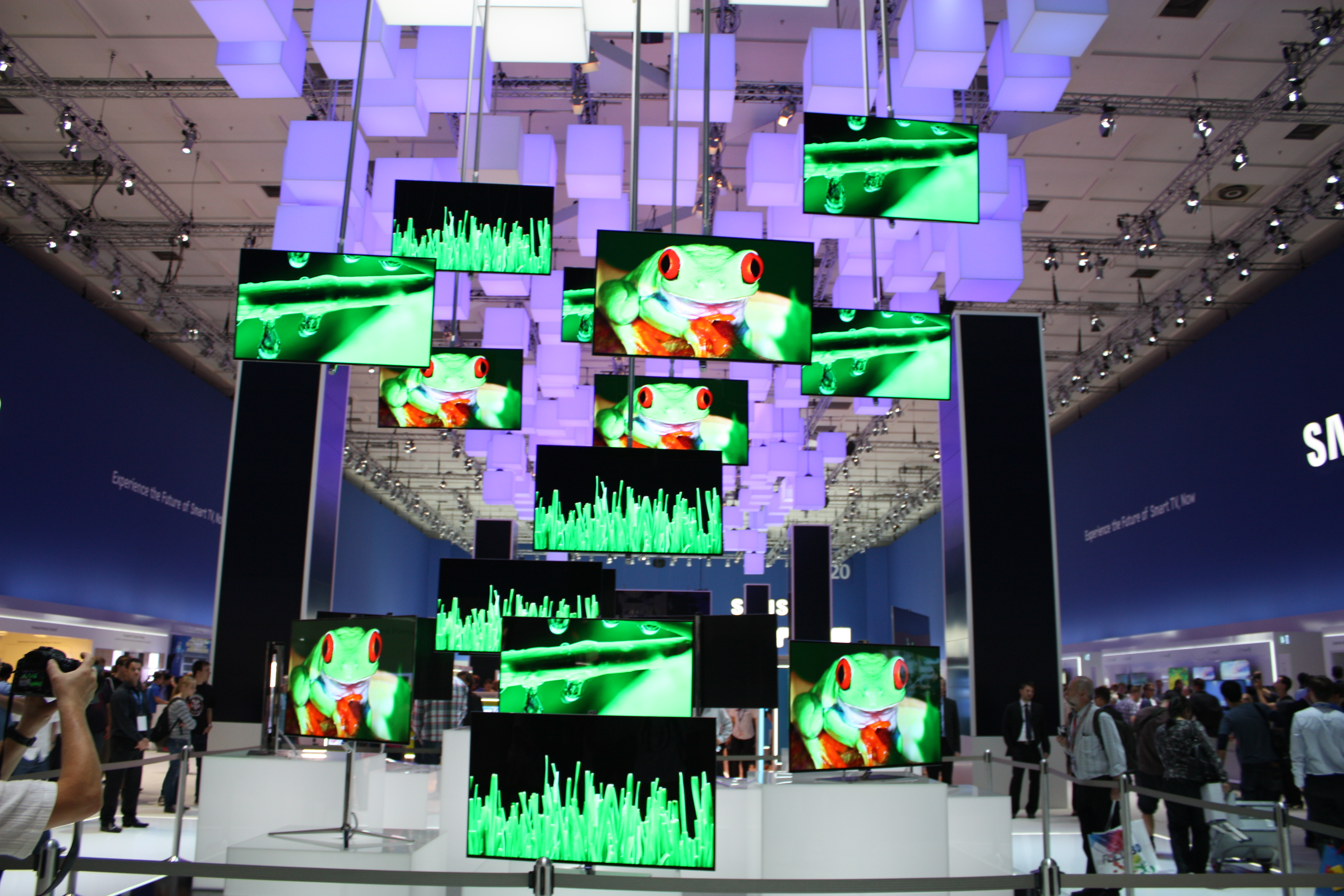
Die IFA auf dem Messegelände

Das Messegelände in Charlottenburg-Wilmersdorf rund um den Funkturm wurde im Jahr 1822 erstmals als Gewerbeausstellungsgelände genutzt und weist heute eine Hallenausstellungsfläche von 160.000 m² und eine Freifläche von etwa 100.000 m² aus. Betreiber ist der zu 99 % stadteigene Veranstaltungsträger Messe Berlin.
Eine Vielzahl international relevanter Leitmessen sind auf dem Berliner Messegelände und auf dem Berlin ExpoCenter Airport in Brandenburg etabliert. Hierzu gehören u. a. die Konsumelektronikmesse IFA, die Tourismusbörse ITB, die Luft- und Raumfahrtschau ILA Berlin Air Show, die Schienenverkehrsmesse InnoTrans, die Landwirtschaftsschau Grüne Woche, die Ernährungsmesse Fruit Logistica sowie die Fachmesse für Erotik und Erwachsenenunterhaltung Venus Berlin. Der European Film Market findet während der Berlinale im Martin-Gropius-Bau statt.
Die Kongresswirtschaft, zu der international, national sowie lokal ausgerichtete Tagungen, Informationsveranstaltungen und geschäftliche Zusammenkünfte aller Art gehören, ist ein weiterer Zweig der Berliner Wirtschaft. Eine Vielzahl von Hotels sind auf Tagungen eingestellt und erzielen hiermit einen wichtigen Teil ihres Jahresumsatzes. Das Estrel in Neukölln ist mit 1125 Zimmern und einem Umsatz von 77,5 Millionen Euro im Jahr 2019 Deutschlands größtes Hotel und eines der größten Kongresszentren Europas.

### Gesundheitswirtschaft

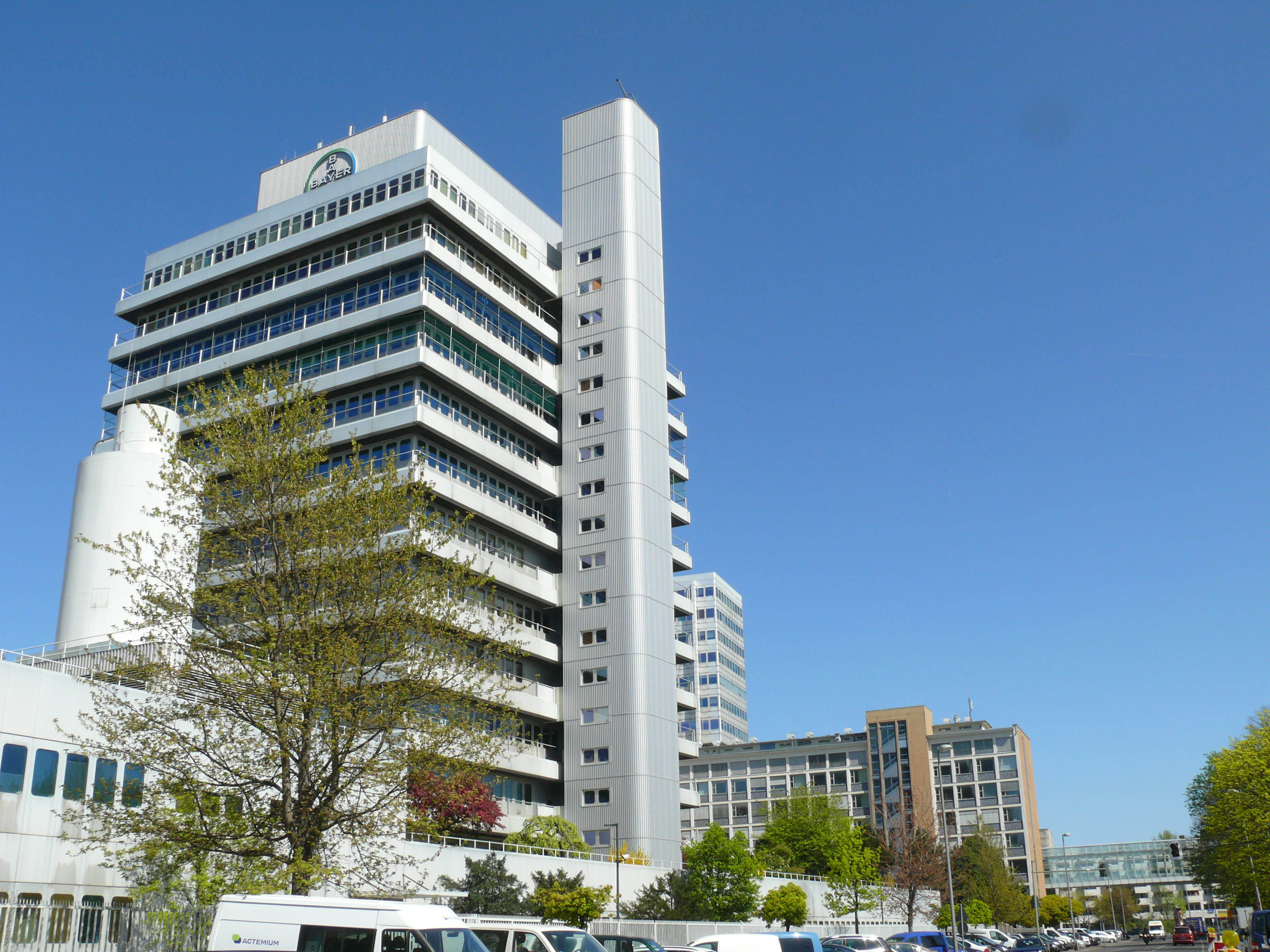
Sitz der Division Pharmaceuticals, der Bayer AG

In der Region Berlin-Brandenburg waren 2018 etwa 383.000 Personen in der Gesundheitsbranche tätig. Der Gesamtumsatz des Sektors betrug im selben Jahr rund 28 Milliarden Euro. Das entsprach ca. 10 % der gesamten Wirtschaftsleistung in der Region. In der pharmazeutischen Industrie waren rund 11.000 Mitarbeiter in Berlin-Brandenburg beschäftigt.
Die Biotechnologie ist eine innovative Querschnittstechnologie, die durch überdurchschnittliche Forschungs- und Entwicklungsaktivitäten gekennzeichnet ist. Die unmittelbare Nähe zu Hochschulen und Universitäten sowie die Einrichtung zahlreicher Technologieparks – wie beispielsweise dem berlinbiotechpark Charlottenburg – begünstigt Unternehmensansiedlungen. In der Hauptstadtregion sind rund 250 kleine und mittlere Biotechnologie-Unternehmen mit ca. 6.200 Mitarbeitern in Produktion, Forschung und Entwicklung tätig (2018).
In Branchen der Medizintechnik sind im Jahr 2018 rund 14.000 Menschen beschäftigt. Zu den weltweit erfolgreichen Berliner Herstellern von Medizintechnik zählen unter anderem Berlin Heart, Biotronik und Eckert & Ziegler. Außerdem hat die BioNTech-Tochter JPT Peptide Technologies ihren Sitz in Berlin.

### Handel

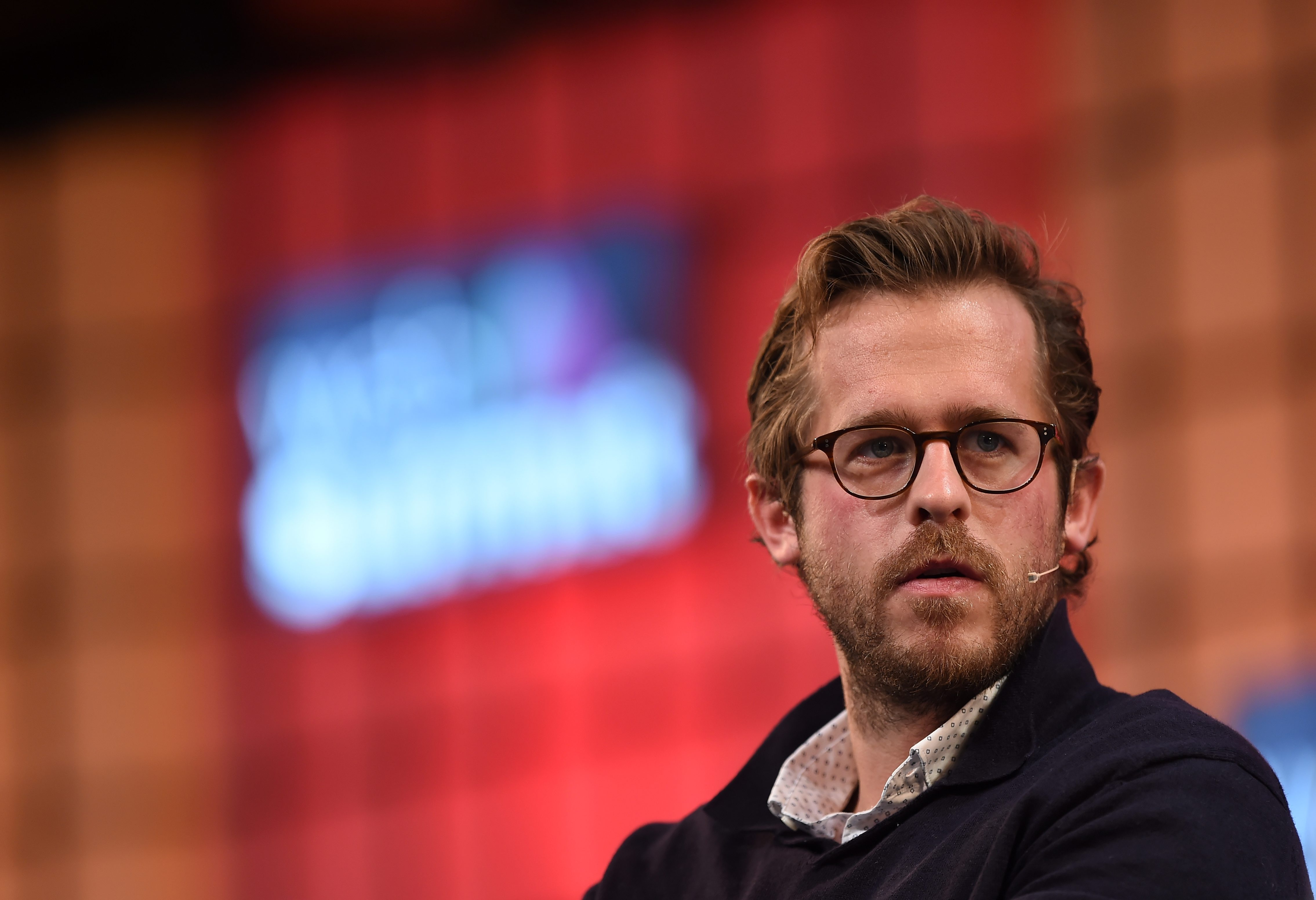
R. Gentz, Mitbegründer von Zalando.

In Berlin existierten 2014 insgesamt 65 Einkaufszentren. Zu den bekanntesten Adressen zählt das KaDeWe.
Berlin ist Deutschlands umsatzstärkster Standort für den Immobilienhandel. 2016 wechselten Immobilien für 5,4 Milliarden Euro in Berlin den Besitzer. 2015 lag der Umsatz bei 8 Milliarden Euro, 2021 bei 23,8 Milliarden Euro.
Die Robert Lindner GmbH, gegründet 1950, zählt zu den traditionsreichen Handelsunternehmen aus Berlin. Unter dem Filialnamen Lindner werden in der Stadt an mehr als 40 Standorten Feinkostprodukte verkauft, die aus eigener Herstellung stammen.
Zalando SE, ein internet-basiertes Handelsunternehmen, wurde 2008 in einer Berliner WG gegründet. Mit einem Umsatz von 6,5 Milliarden Euro im Jahr 2019 ist es die umsatzstärkste Firma in Europa, die im 21. Jahrhundert aufgebaut wurde. Die Firma rebuy handelt mit gebrauchten Medien und ausgewählten Elektronikartikeln. Die elumeo SE vertreibt Edelsteinschmuck. Caseking ist einer der umsatzgrößten deutschen Internethändler für Computerspielezubehör.

### IT- und Internetwirtschaft
Berlin zählt, wie alle Teile Deutschlands, zu den Verlierern der digitalen Revolution. Die Entwicklungen auf dem IT-Markt zwischen 1990 und 2020 haben dazu geführt, dass wesentliche Produkte und Dienstleistungen in dem Sektor von US-amerikanischen und asiatischen Firmen importiert werden müssen. Die in Teilen durch geringe Besteuerung hervorgerufene Oligopolbildung einiger nicht-europäischer Firmen hat zu erheblichen Abhängigkeiten und Marktanteilsverlusten geführt.

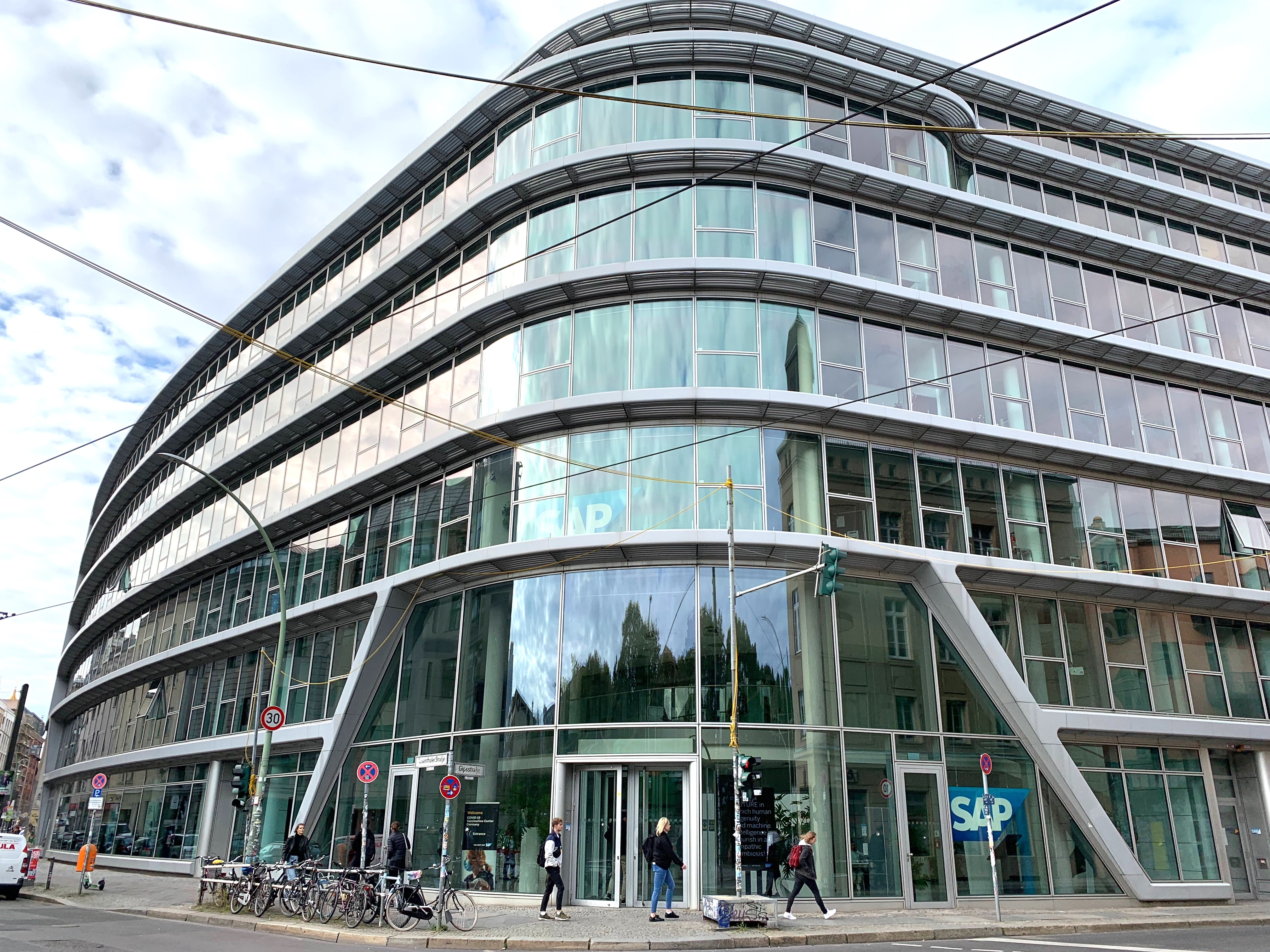
SAP-Standort in Berlin-Mitte

Nichtsdestotrotz findet in Berlin seit etwa 2005 ein zunehmend starkes Wachstum der IT- und Internetwirtschaft statt. Insbesondere in Nischenmärkten mit geringer Wertschöpfung und Profitabilität. Ausgehend von der Anzahl und der Popularität der in Berlin ansässigen Internetunternehmen, ist die Stadt seit etwa 2010 einer der wichtigsten Standorte für neue Software-basierte Wirtschaftsunternehmen in Europa.
Das in diesem Bereich entstandene Cluster zieht die Aufmerksamkeit von Investoren auf sich. Die IT-Wirtschaft ist durch den starken Gründungswillen der Berliner und neu Zugezogener geprägt. Die Industrie und Handelskammer geht von etwa 1300 neu entstandenen Software-, Web- und IT-Unternehmen in den Jahren von 2008 bis 2011 aus.
SAP betreibt in Berlin einen sogenannten Data-Space-Standort. 2023 bezog der Software-Konzern ein neues Gebäude, in dem über 1000 Mitarbeiter zusammengezogen werden. Strato hat seinen Hauptsitz sowie ein Rechenzentrum in Berlin.
Die Firmen Carbon Mobile, Native Instruments und AVM waren eine der wenigen Hersteller von IT-Technologien mit Sitz in Berlin.

### Soziale Arbeit

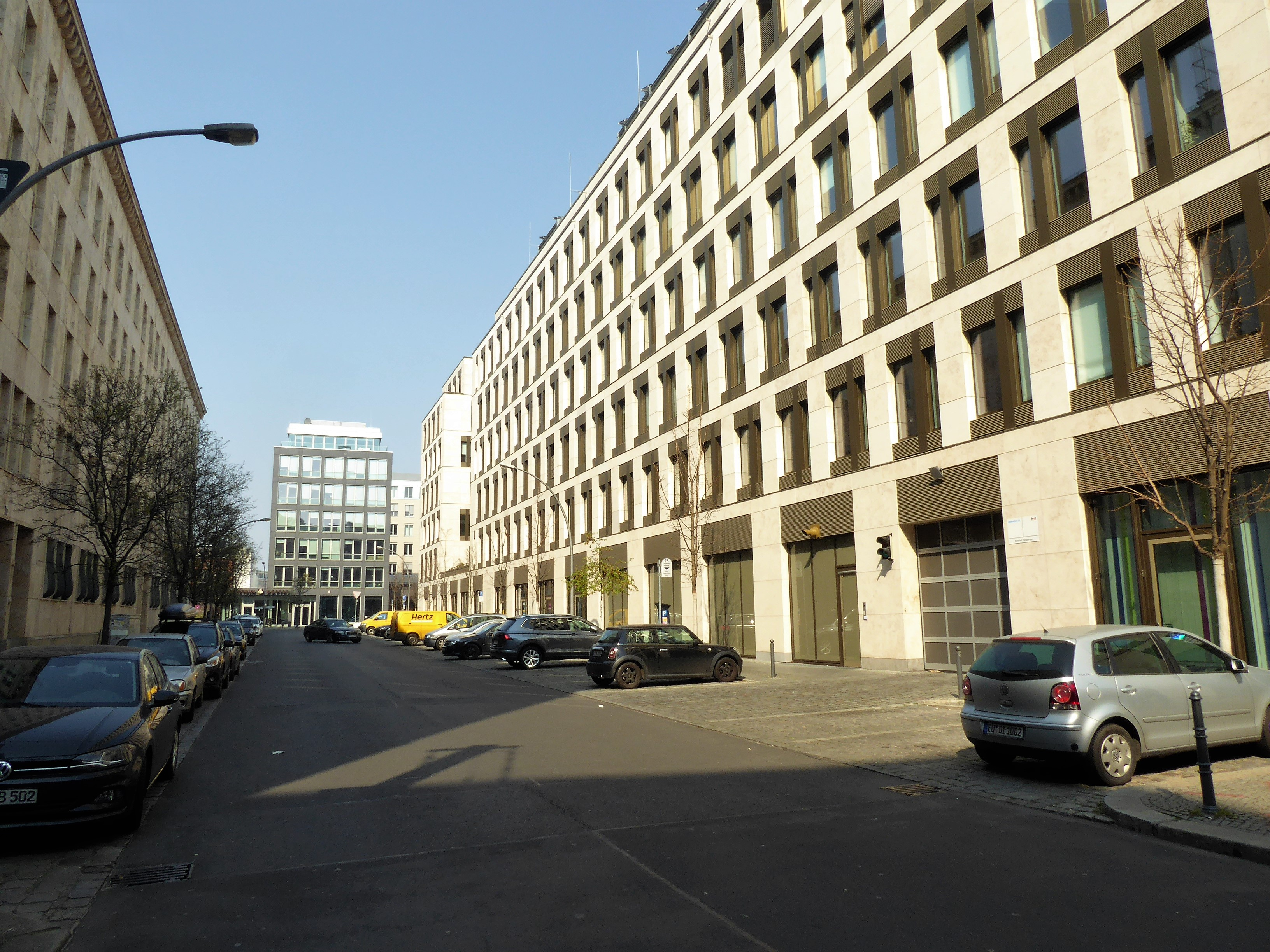
Sitz der Diakonie Deutschland in Berlin

Die Diakonie Deutschland ist ein kirchlicher Wohlfahrtsverband mit Sitz in Berlin. Der Verband
widmet sich der sozialen Arbeit. Unter dem Dach der Diakonie und der rechtlich selbstständig agierenden 17 Diakonischen Werke arbeiten rund 600.000 hauptamtliche Mitarbeiter und weitere rund 700.000 ehrenamtliche Mitarbeiter (Stand: 2018).
Weitere Verbände der Freien Wohlfahrtspflege, die ihren Sitz in der Stadt haben, sind u. a. das Deutsche Rote Kreuz, die Arbeiterwohlfahrt und der Deutsche Paritätische Wohlfahrtsverband.
Die Johannesstift Diakonie ist ein konfessionelles Gesundheits- und Sozialunternehmen das rund 10.000 Beschäftigte in Nord-Ost-Deutschland vertritt.

### Verkehrssystemtechnik
In über 400 verkehrstechnischen Betrieben der Region Berlin-Brandenburg sind 2010 etwa 54.000 Mitarbeiter beschäftigt. Von ihnen arbeiten etwa 2000 als wissenschaftliche Mitarbeiter in Forschungszentren. Im Bereich der Verkehrssystemtechnik war in den letzten Jahren ein Beschäftigungszuwachs zu verzeichnen. Handlungsfelder der Verkehrssystemtechnik sind die Bahntechnik, Kraftfahrzeugtechnik, Verkehrstelematik/Verkehrslogistik, Luft- und Raumfahrttechnik und der Bereich Binnenschifffahrt.
Berlin-Brandenburg ist seit 2010 eine Modellregion für Elektromobilität. In Berlin bildet dabei die Integration der verschiedenen Arten von Elektrofahrzeugen in das traditionelle Angebot des öffentlichen Nahverkehrs und des Tourismus, Mobilitäts- und Wohnungsdienstleistungen und innerstädtische Verteilerverkehre einen Schwerpunkt. In der Metropole gibt es seit einigen Jahren mehrere Pilotprojekte zu diesem Thema.

### Optik

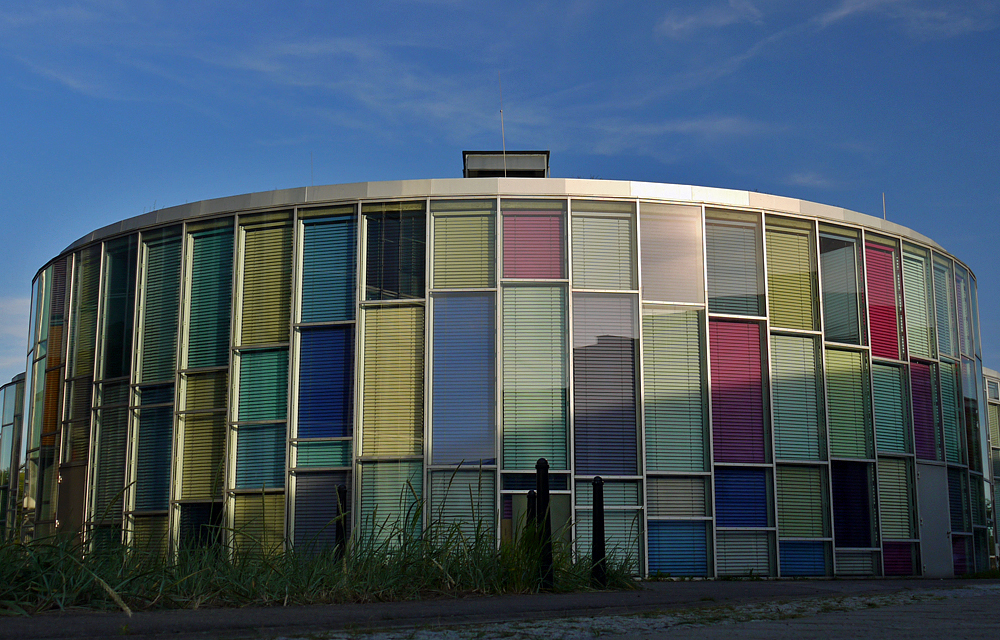
Forschungszentrum für Lasertechnologie

Optik wird als eine der Schlüsseltechnologien des 21. Jahrhunderts betrachtet. Im Technologiepark Berlin-Adlershof sind viele Unternehmen der Photonik, Optik, Optoelektronik und Lasertechnologie vertreten. Eine Initiative von Unternehmen und wissenschaftlichen Einrichtungen in der Region ist Optec-Berlin-Brandenburg (OpTecBB) e. V., der die Erschließung und Nutzung optischer Technologien fördern soll.
Die Unternehmen der Sparte optische Technologien und Mikrosystemtechnik konnten in den Jahren 2001–2010 durchschnittlich ein jährliches Umsatzwachstum von etwa 8 % verbuchen, im Jahr 2011 lag das Wachstum sogar bei 12 %. Auch die Beschäftigungszahlen sind in den letzten Jahren jährlich um durchschnittlich 3,5 % gestiegen.
Das Unternehmen ASML Berlin beschäftigt im Jahr 2023 über 1700 Mitarbeiter in der Stadt.

### Energietechnik

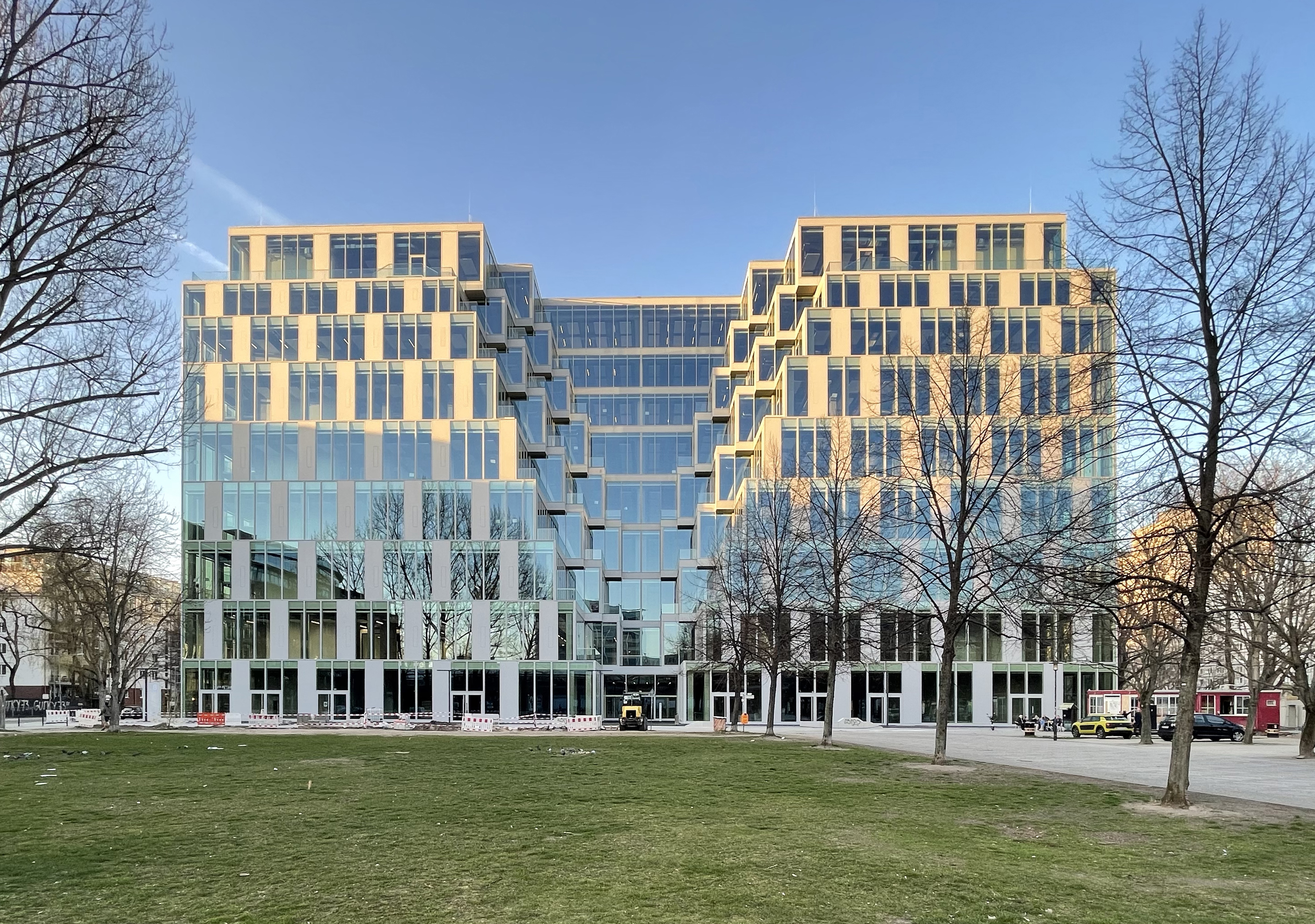
Sitz von Enpal in Berlin

Die Energietechnik beschäftigt sich u. a. mit der Effizienz von Energieumwandlung, Energietransport und Energienutzung. Die bundesländerübergreifende wirtschaftliche Kooperation zwischen Berlin und Brandenburg wurde in den letzten Jahren intensiviert. Insgesamt sind in der Region 2016 etwa 600 Unternehmen mit rund 56.000 Beschäftigten in diesem Bereich tätig.
Außerdem beschäftigen sich insgesamt 35 wissenschaftliche Einrichtungen mit energiebezogener Forschung und Lehre. Die Region nimmt damit in Deutschland eine führende Rolle auf dem Gebiet der Energietechnik ein.
Im Jahr 2020 gab es innerhalb des Berliner Rings (Bundesautobahn 10) mindestens 15 öffentlich zugängliche Stromtankstellen mit Schnellladetechnik. Bis 2030 sollen über 200 Schnellladestationen für private Fahrzeuge errichtet werden. Ab 2023 gilt bei Neubauten und wesentlichen Dachumbauten im Gebäudebestand eine gesetzlich auferlegte Pflicht zur Installation von Photovoltaikanlagen.

### Ernährungswirtschaft

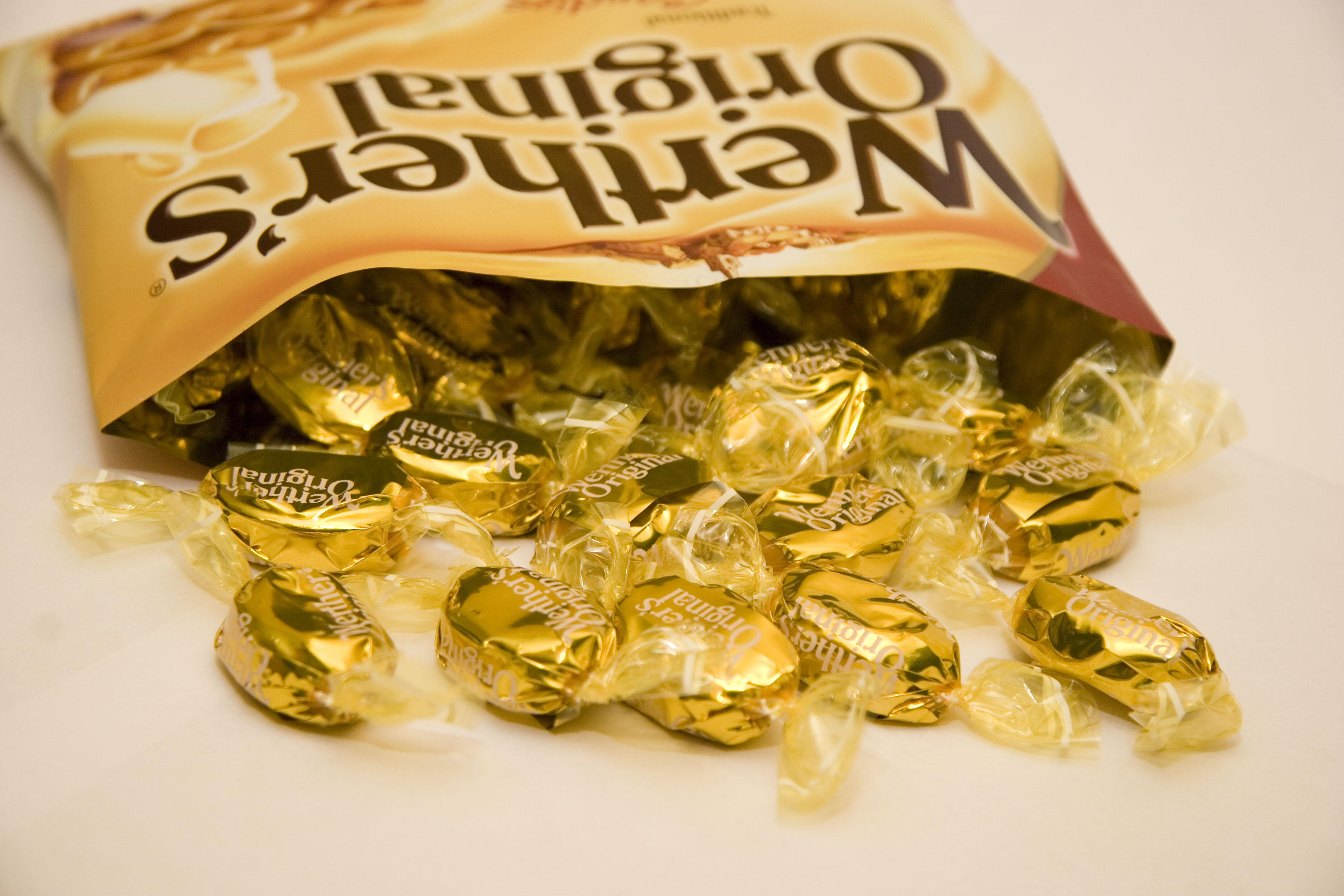
Werther’s Original, Karamellbonbonmarke der Firma August Storck

Die Ernährungswirtschaft in Berlin beschäftigte im Jahr 2015 etwa 10.100 Arbeitnehmer in 91 Betrieben. Ein Viertel des Umsatzes in der Nahrungs- und Futtermittelindustrie erwirtschaftet die Süßwarenindustrie.
Die August Storck KG ist mit einem Jahresumsatz von etwa zwei Milliarden Euro das größte Nahrungsmittelunternehmen in der Stadt. Zu den national und international erfolgreichsten Produkten von Storck gehören u. a. Knoppers, Lachgummi, Mamba, Merci, nimm2, Super Dickmanns, Toffifee und Werther’s Original.
Die Firma Freiberger Lebensmittel mit Sitz im Märkischen Viertel ist Europas größter Produzent von Tiefkühlpizza und anderen Fertiggerichten. In der Tempelhofer Oberlandstraße produzieren der Backwarenhersteller Bahlsen und Procter & Gamble Waren für den deutschen und europäischen Markt.

### Bauwirtschaft

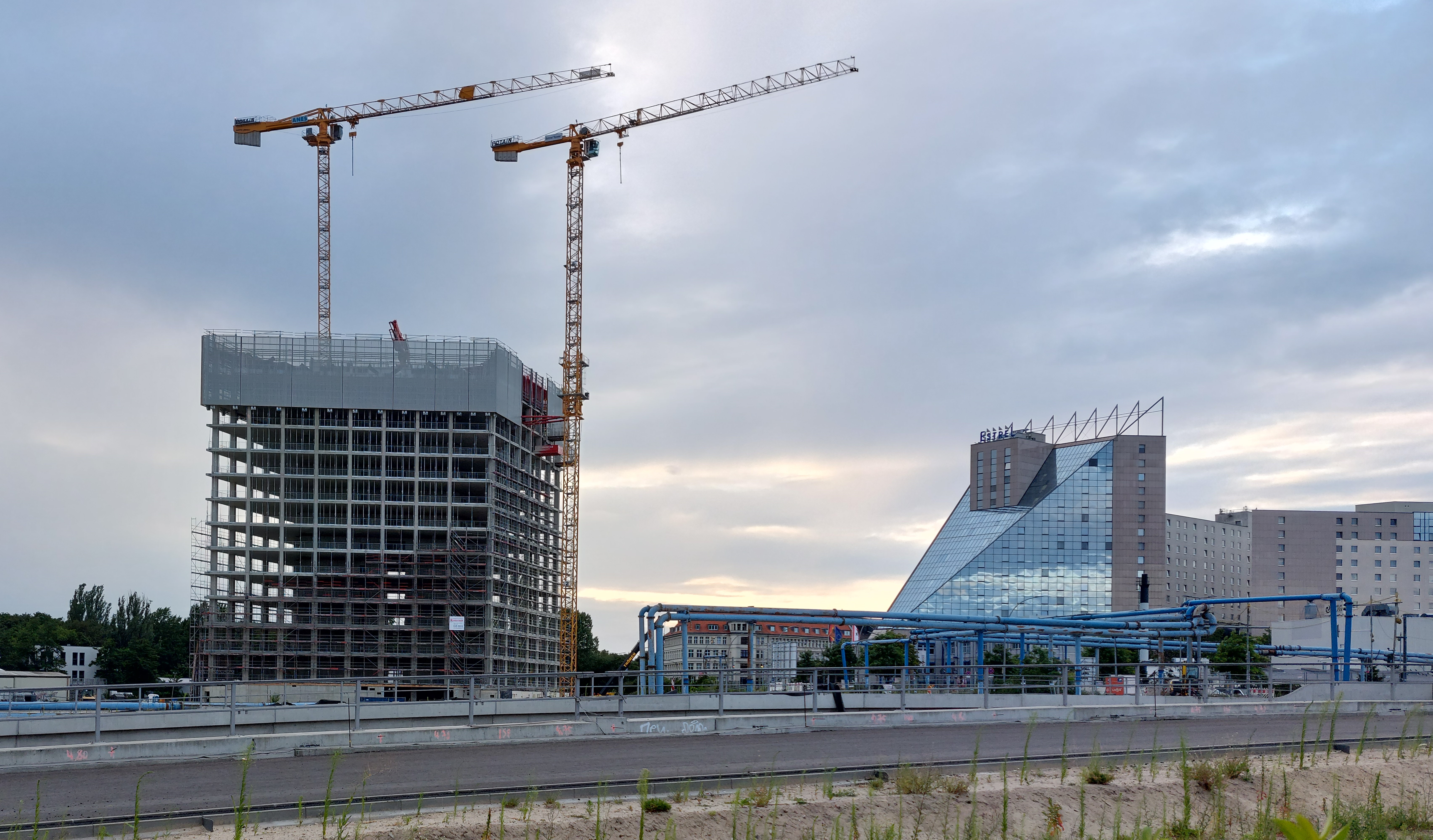
Baustelle des Estrel Towers in Neukölln

Im Bauhaupt- und Ausbaugewerbe Berlins arbeiteten 2017 rund 64.000 sozialversicherungspflichtige Beschäftigte in 559 Betrieben. Die Branche erwirtschaftete einen Umsatz von 4,67 Milliarden Euro. Der Wirtschaftszweig ist durch kleine und mittlere Gewerbe geprägt und hat keine in Berlin ansässigen Großkonzerne hervorgebracht.

### Logistik
Die Deutsche Bahn AG (DB AG oder DB) mit Sitz in Berlin ist mit einem Gesamtumsatz von 44 Milliarden Euro im Jahr 2019 das größte Transport- und Logistikunternehmen in Europa. Die DB AG ist zu 100 % im Besitz der Bundesrepublik Deutschland. Unter dem Dach des DB-Konzerns bestehen rund 600 verbundene Unternehmen, die insgesamt über 320.000 Mitarbeiter beschäftigen. Der Schwerpunkt der Konzerndienstleistungen liegt im schienengebundenen Personenverkehr. Im Jahr 2016 wurden rund 4,4 Milliarden Reisende befördert. Die Logistikunternehmen der DB transportierten im selben Jahr im Schienengüterverkehr außerdem 277 Millionen Tonnen Güter.

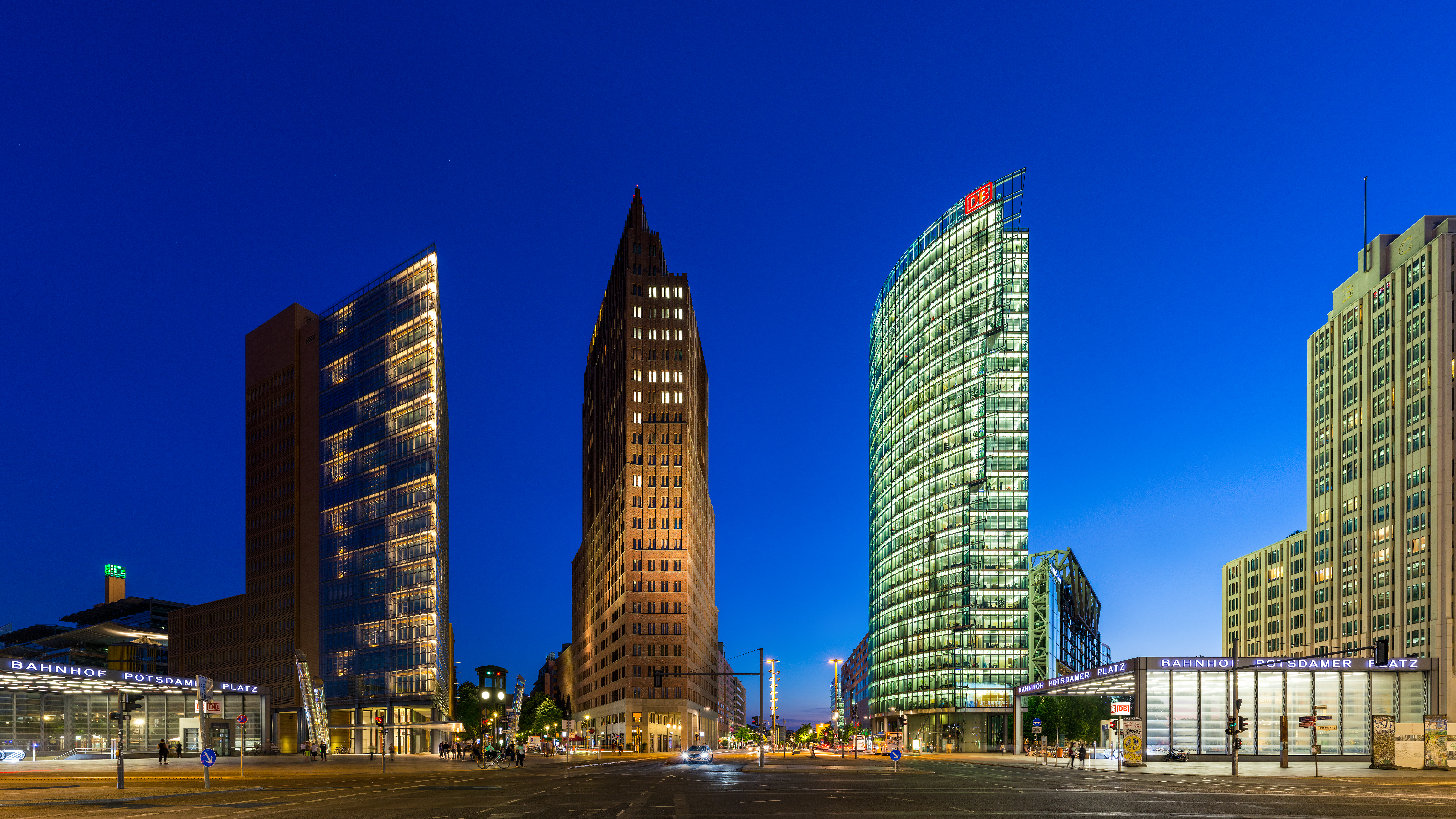
Potsdamer Platz, Sitz der DB

Die Zeitfracht Unternehmensgruppe bei Berlin besteht aus mehreren dutzend Gesellschaften in den Bereichen Spedition, Transport und Logistik (insbesondere Straßen- und Luftfracht). Die Gruppe erwirtschaftete im Geschäftsjahr 2018 mit rund 3000 Beschäftigten einen Jahresumsatz von rund 500 Millionen Euro.
Captrain Deutschland, eine Tochter der französischen SNCF-Gruppe im Güterverkehr, hat ihren Sitz in Berlin.

Zusammen mit der landeseigenen BEHALA betreibt Captrain außerdem die Industriebahn Berlin.
Die Delivery Hero SE ist eine börsennotierte Firma, die weltweit einen internetgestützten Lieferdienst für Essen betreibt. Am Berliner Hauptsitz beschäftigt das Unternehmen über 1000 Mitarbeiter und erzielte einen Umsatz von etwa 1,5 Milliarden Euro im Jahr 2019.

### Landwirtschaft
Im Jahre 2010 gab es 300 Erwerbstätige in Berlin, die in der Landwirtschaft tätig waren. Mehr als zehn Prozent davon waren im ökologischen Landbau tätig. In keinem deutschen Bundesland waren so wenig Menschen wie in Berlin in der Landwirtschaft beschäftigt. Die Betriebe sind hauptsächlich in den Randbezirken Berlins, wie Rudow, Buckow, Marienfelde, Gatow, Kladow, Blankenfelde und Lübars zu finden. Die Fläche wird vorwiegend als Grünland für die Futtergewinnung, meist Heu, und beim Ackerland für den Roggenanbau genutzt. Ein kleiner Teil eignet sich auch für den Gemüse- und Rapsanbau. Die offizielle Statistik für Berlin-Brandenburg verzeichnet, Stand 2015, 3832 Hektar Landwirtschaftsfläche, was einem Anteil von 4,3 % entspricht.

## Technologiezentren

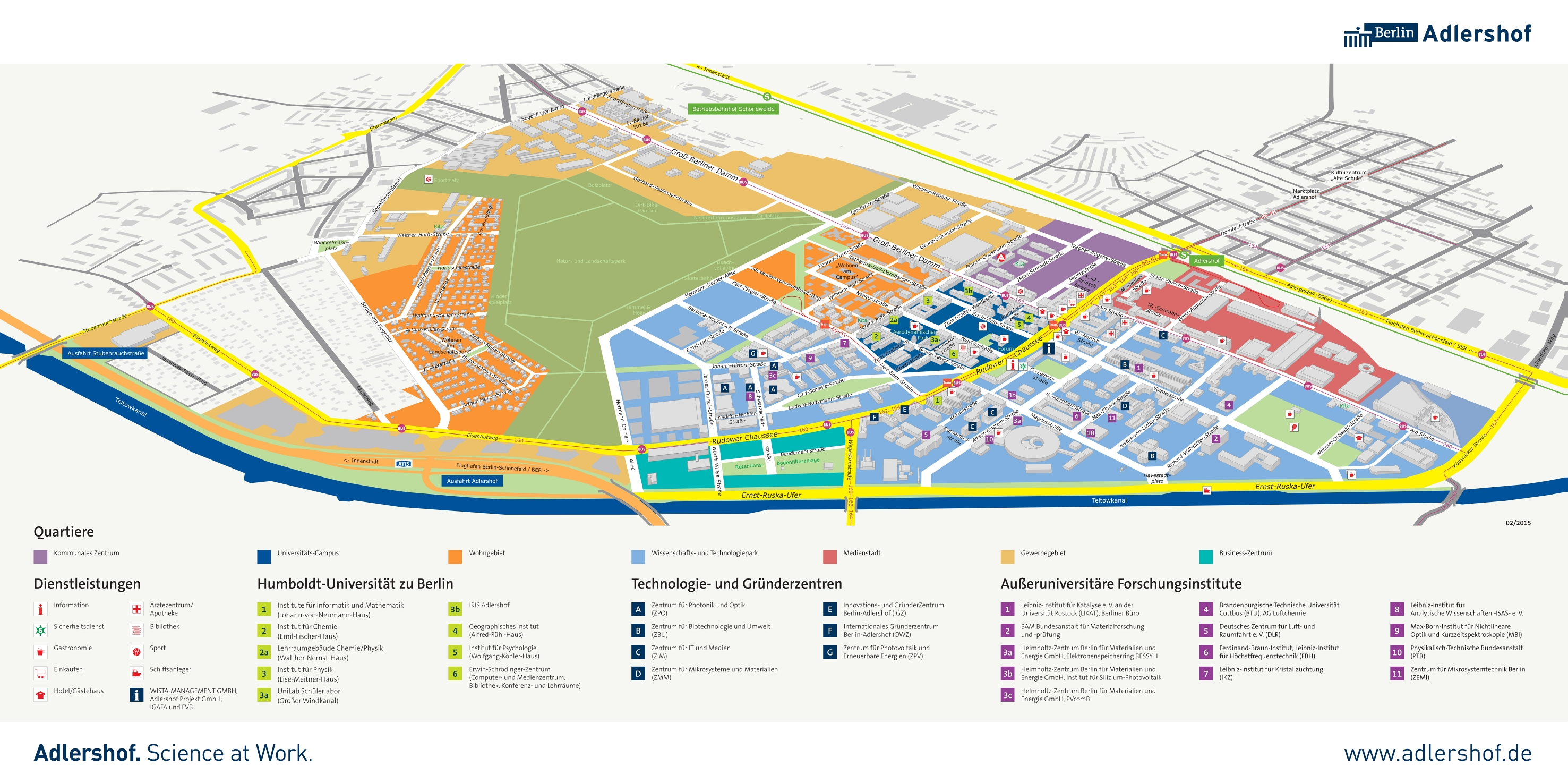
Wista-Gelände in Berlin-Adlershof:
Humboldt-Universität
Science City
Media City
Business Park
Industriezone
Wohnzone

Berlin hat sich in der Gegenwart zu einem europäischen Zentrum der Spitzentechnologie entwickelt.
Die beiden größten und bekanntesten Technologieparks der Metropole sind der Wissenschafts- und Wirtschaftsstandort Berlin-Adlershof (Wista), in dem rund 80 spezialisierte Weltmarktführer ansässig sind und der BiotechPark Berlin-Buch. Sie nehmen seit 2010 eine positive Entwicklung und sind in internationale Netzwerke eingebunden.

### Adlershof

Labor im Max-Delbrück-Centrum für Molekulare Medizin

Einer der größten europäischen Technologiestandorte ist das unter der Kurzform Wista bekannte Gelände im Ortsteil Adlershof im Bezirk Treptow-Köpenick. Hier werden ein Medienzentrum, ein Technologiepark und ein Universitätsstandort räumlich verbunden, sodass Forschung, Entwicklung und Produktion ineinander greifen. Die Schwerpunkte liegen in der Umwelttechnologie, Informations- und Kommunikationstechnologie und Optoelektronik.
2017 waren auf dem Wista-Gelände 1088 Unternehmen und wissenschaftliche Einrichtungen (2016: 1041 Unternehmen) angesiedelt, in denen knapp 18.000 Menschen tätig waren (2016: rund 17.000). Hinzu kamen rund 6.700 Studenten und ca. 780 (2016: 870) Auszubildende. Die Umsätze und Haushaltsmittel lagen mit 2,1 Milliarden Euro um 6,6 % über denen des Vorjahres. In der Medienstadt Adlershof arbeiteten 2017 etwa 2.360 Beschäftigte in 147 Unternehmen. Insgesamt befinden sich 2018 sechs Institute der Humboldt-Universität zu Berlin (HU) und zehn außeruniversitäre Institute auf dem Wista-Campus.

### Buch
Der Standort Berlin-Buch hat sich seit 2005 zu einem der größten deutschen Biotechnologieparks und Gesundheitsforschungszentren entwickelt. Auf dem 32 Hektar großen Gelände sind Einrichtungen wie das Max-Delbrück-Centrum für Molekulare Medizin (MDC), das Forschungsinstitut für Molekulare Pharmakologie (FMP) und ein Biotechnologiepark ansässig. Außerdem bietet ein modernes Kongresszentrum mit integrierten Laboren vielfältige Möglichkeiten für wissenschaftlichen Austausch.
Rund 2500 Wissenschaftler, Ärzte und Angestellte sind auf dem Gelände tätig. Mehr als 50 Unternehmen haben sich dort angesiedelt. Die BBB Management GmbH ist seit 1995 als Entwicklungs- und Betreibergesellschaft tätig.

### Charlottenburg

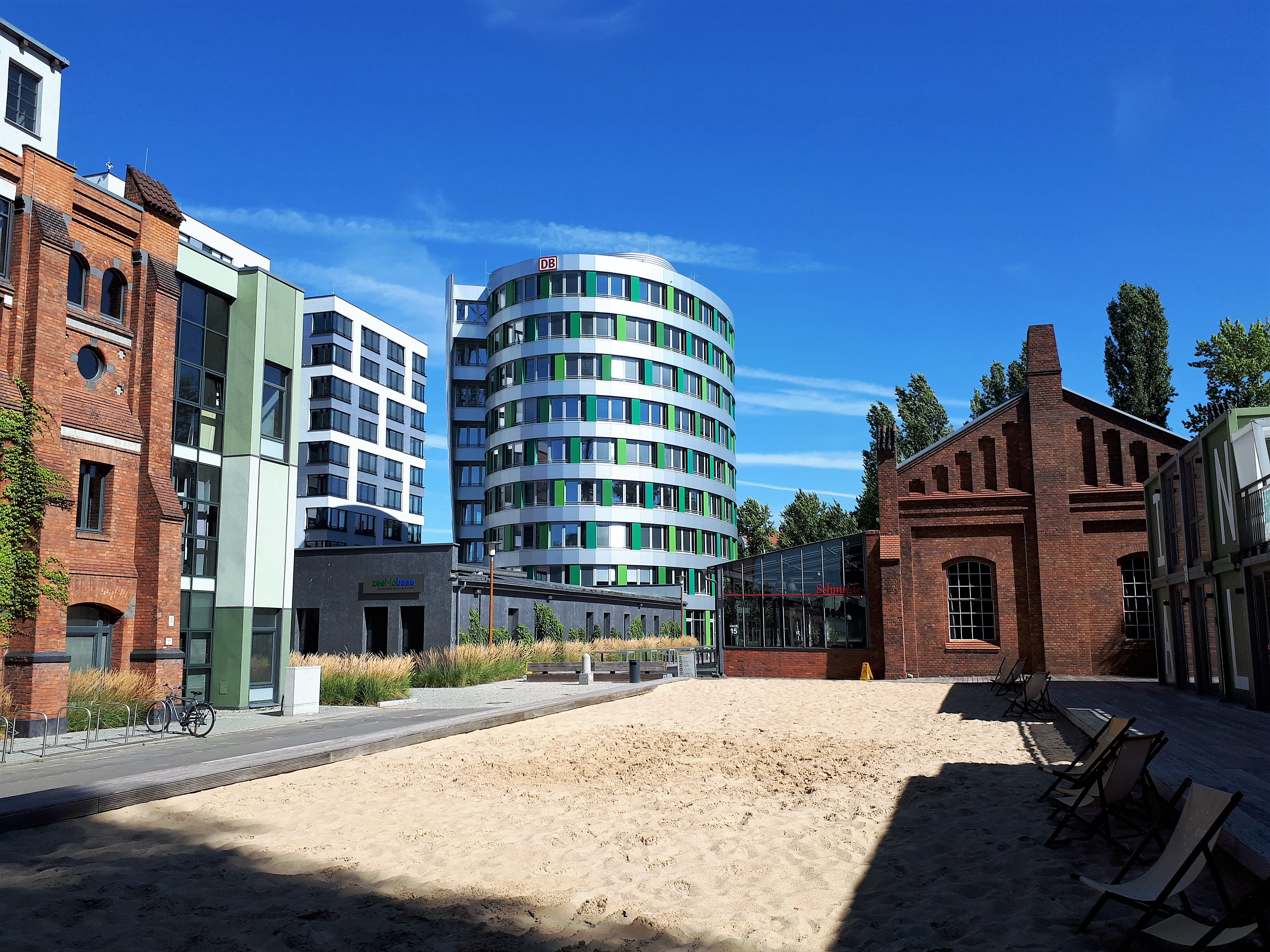
EUREF Campus

In Charlottenburg gibt es seit 2008 die Bestrebung am Standort der Technischen Universität sowie der Universität der Künste einen Uni-Campus mit Gründerzentrum zu entwickeln. Seitdem siedeln sich hochschulnahe Firmen in der Gegend rund um den Ernst-Reuter-Platz an.

### Schöneberg
Der EUREF-Campus in Berlin-Schöneberg um den ehemaligen Gasometer versteht sich als Innovationsort der Energiewende in Deutschland und ist Sitz für Unternehmen aus den Bereichen Energie und Mobilität. In einem engen Austausch und zahlreichen Partnerschaften entwickeln Firmen und junge Gründer sowie forschende und lehrende Einrichtungen Lösungen für die Stadt der Zukunft.

### Siemensstadt
In Berlin-Siemensstadt betreibt Siemens seit 2007 den Siemens Technopark Berlin. Auf dem 480.000 m² großen ehemaligen Werksgelände sind 1950 Menschen beschäftigt.

## Unternehmen
Zahlreiche namhafte Unternehmen wie Siemens, Deutsche Bank, Lufthansa, Allianz, AEG, Telefunken, Osram, Knorr-Bremse, Edeka wurden in Berlin zwischen 1860 und 1930 gegründet. Die großen Banken Deutschlands hatten alle ihren Hauptsitz im Berliner Bankenviertel. Berlin war vor 1940 das Finanzzentrum Deutschlands. Nach 1945 und der darauffolgenden Teilung Berlins und Deutschlands gingen sowohl die Großunternehmen als auch die Banken in den Westen Deutschlands.
Nach der Wiedervereinigung der Stadt im Jahr 1990 und insbesondere in der Zeit nach 2000 hat sich Berlin zu einem Anziehungspunkt für Gründer aus aller Welt entwickelt, die in der Metropole ihre Geschäftsideen verwirklicht haben. Eine Vielzahl von im DAX notierten Unternehmen haben Innovationslabore in Berlin angesiedelt.
Insgesamt stieg die Zahl der umsatzsteuerpflichtigen Unternehmen in Berlin zwischen 2002 und 2019 von 111.039 Firmen auf 167.057 an.

### Größte Unternehmen nach Anzahl der Beschäftigten
Angaben der Unternehmen (Stand: 2020):

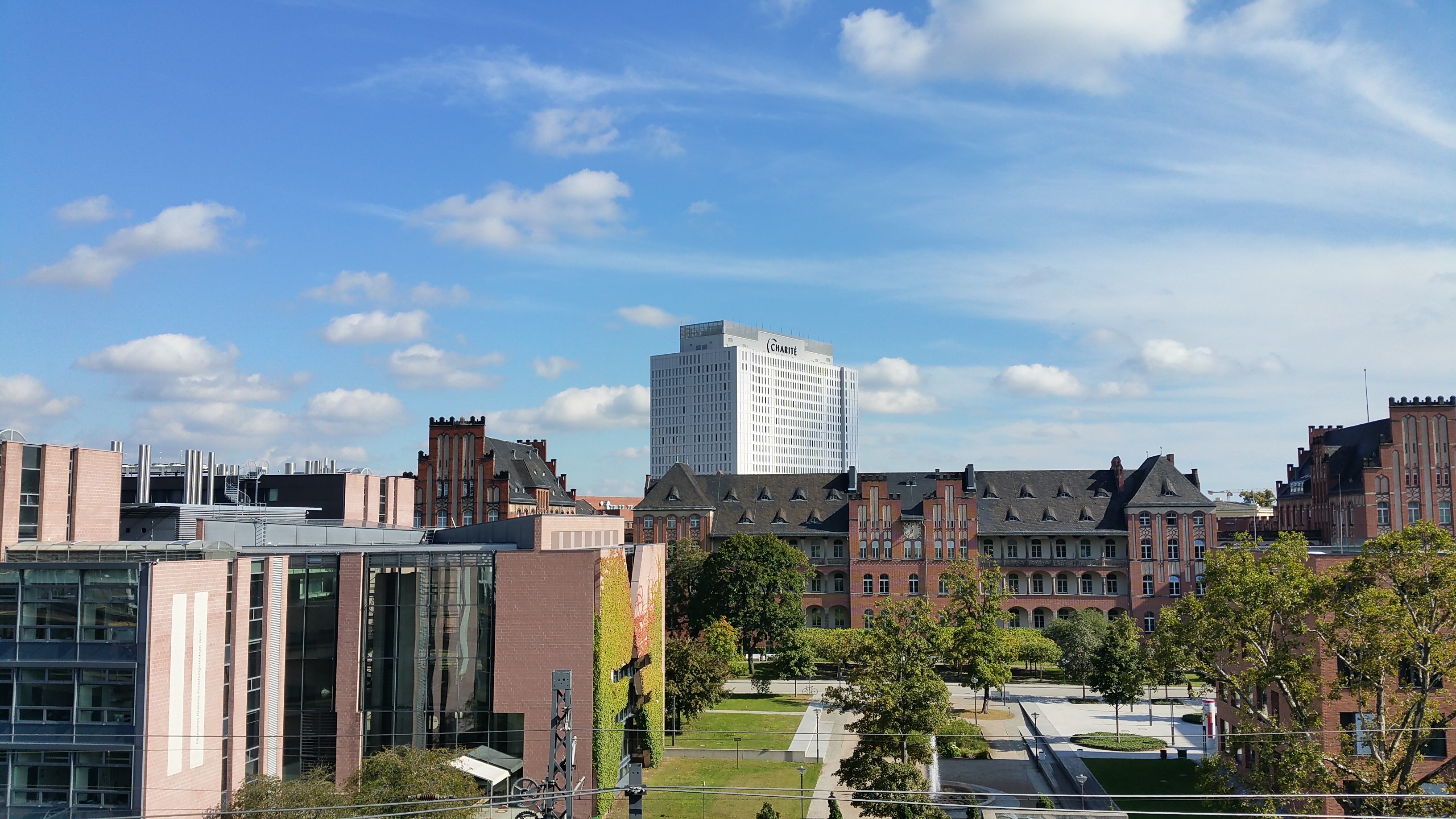
Charité-Areal am Humboldthafen

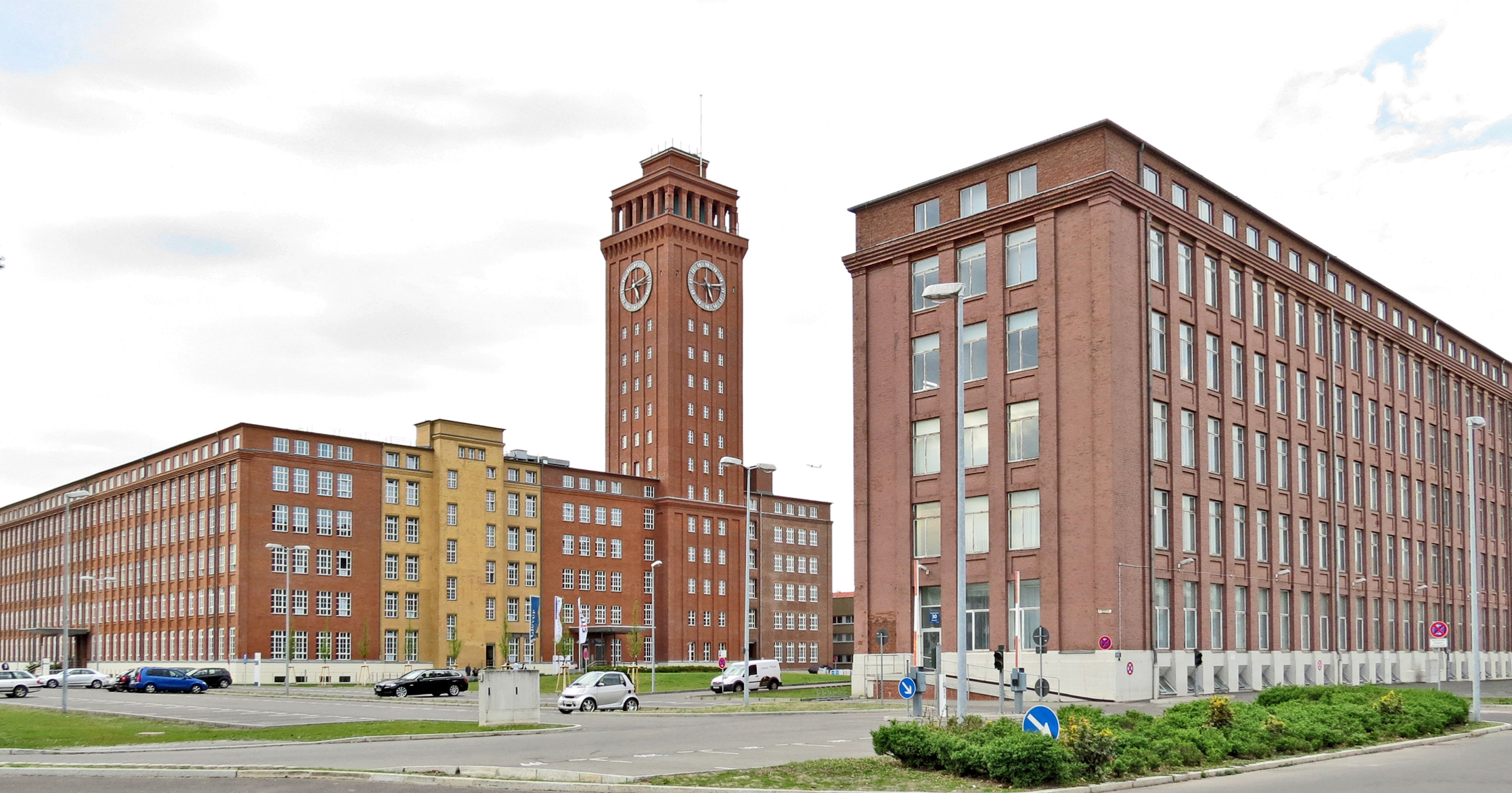
Werksgelände von Siemens

| Rang | Name                      | Hauptsitz       | Mitarbeiter in Berlin | Branche           |
| ---- | ------------------------- | --------------- | --------------------- | ----------------- |
| 1.   | Deutsche Bahn             | Berlin          | 20.770                | Verkehr/Logistik  |
| 2.   | Charité                   | Berlin          | 17.527                | Gesundheit        |
| 3.   | Vivantes                  | Berlin          | 16.136                | Gesundheit        |
| 4.   | Berliner Verkehrsbetriebe | Berlin          | 14.589                | Verkehr           |
| 5.   | Siemens                   | Berlin, München | 11.600                | Elektronik        |
| 6.   | Edeka                     | Hamburg         | 10.625                | Handel            |
| 7.   | Mercedes-Benz Group       | Stuttgart       | 10.200                | Automobil         |
| 8.   | Deutsche Post DHL         | Bonn            | 10.000                | Logistik          |
| 9.   | Deutsche Telekom          | Bonn            | 8.000                 | Telekommunikation |
| 10.  | Zalando                   | Berlin          | 7.300                 | Digitalwirtschaft |

### Unternehmen mit Firmensitz in Berlin

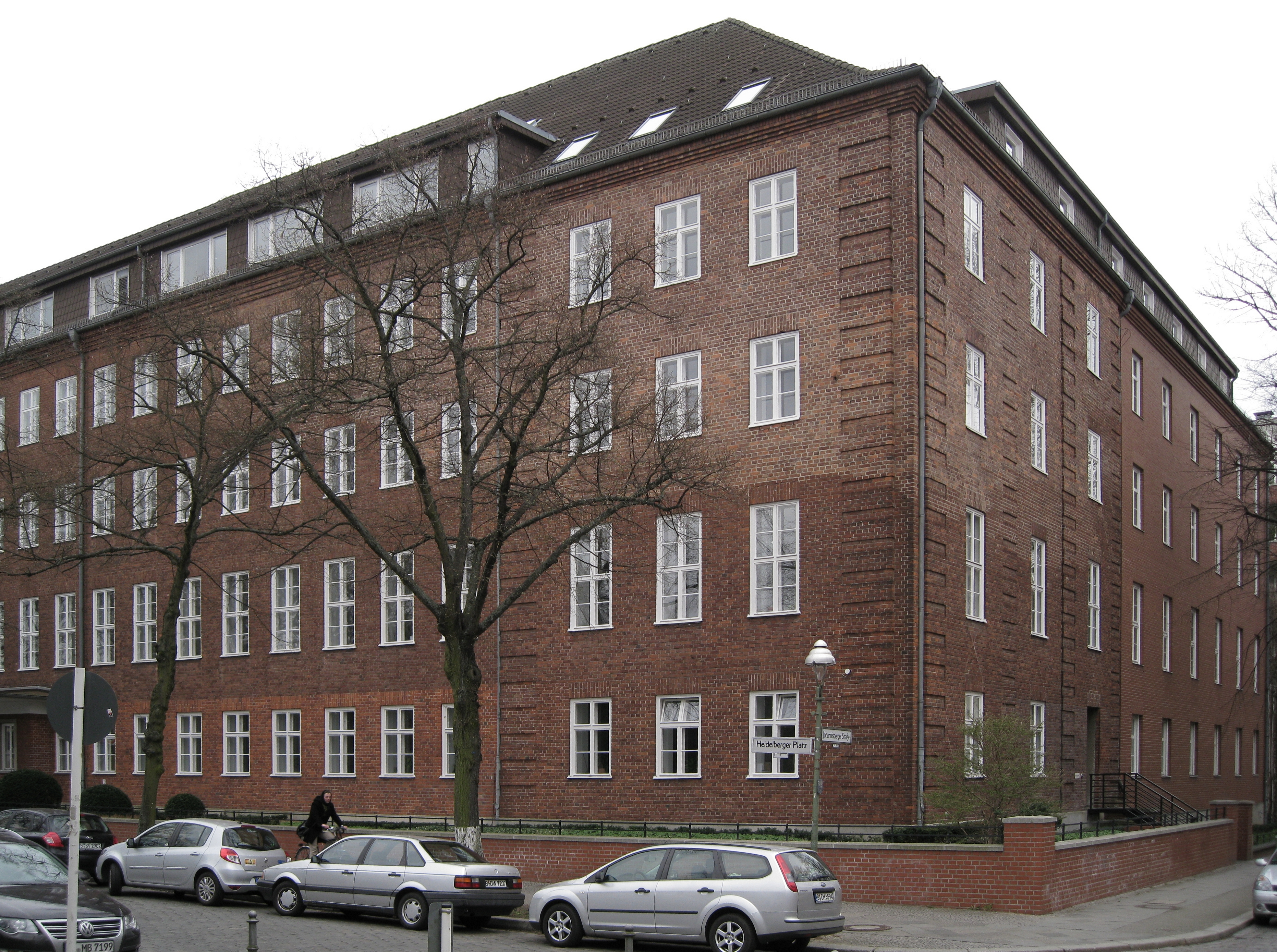
Sitz von Springer Nature, einer der größten Wissenschaftsverlage der Welt

- Alba Group
- August Storck
- Axel Springer SE
- Berliner Sparkasse
- Berliner Wasserbetriebe
- Berliner Stadtreinigungsbetriebe
- Berliner Volksbank
- Biotronik
- BMG Rights Management
- C. Bechstein Pianofortefabrik
- Bundesdruckerei
- Burmester Audiosysteme
- Delivery Hero
- Deutsche Kreditbank
- Deutsche Wohnen
- Die Autobahn GmbH des Bundes
- Dussmann Group
- Enpal
- Freiberger Lebensmittel
- GASAG
- GetYourGuide
- Gewobag
- GRG Services Group
- Helios Kliniken
- HelloFresh
- IAV
- IVU Traffic Technologies
- Johannesstift Diakonie
- Königliche Porzellan-Manufaktur
- MetaDesign
- Mister Spex
- N26
- Robert Lindner
- Rocket Internet
- Rundfunk Berlin-Brandenburg
- Springer Nature
- Toll Collect
- Trade Republic

### Internationale Unternehmen mit Deutschlandsitz
Nach 1990 haben sich zahlreiche international tätige Unternehmen mit einer Dependance in Berlin niedergelassen.
- 50Hertz
- Alstom
- Coca-Cola Europacific Partners Deutschland
- Gazprom Germania (Deutschland-Sitz)
- KPMG Deutschland
- Lloyds Banking Group Europe
- Otis Elevator Company Deutschland
- Pfizer Deutschland Sitz
- Sanofi (Marketing und Vertrieb)
- Sony Music
- Soundcloud
- Studiocanal GmbH
- Total Deutschland GmbH
- Universal Music Deutschland & Zentraleuropa Sitz
- Vattenfall GmbH

### Verbände
Berlin ist der Standort im deutschsprachigen Raum an dem sich die meisten nationalen und internationalen Wirtschaftsverbände konzentrieren. Rund um den Herbert-Lewin-Platz in der Spreestadt Charlottenburg ließen sich seit 2004 u. a. mehrere Gesundheitsverbände nieder und bilden dort das wichtigste Zentrum der Verbände des deutschen Gesundheitswesens. Es sind dies die Deutsche Krankenhausgesellschaft, die Kassenärztliche Bundesvereinigung, die Bundesärztekammer mit der Arzneimittelkommission der deutschen Ärzteschaft und der Gemeinsame Bundesausschuss (Stand: 2010).
Auswahl an Verbänden in Berlin:
Berlin
- IHK Berlin
- Handwerkskammer Berlin

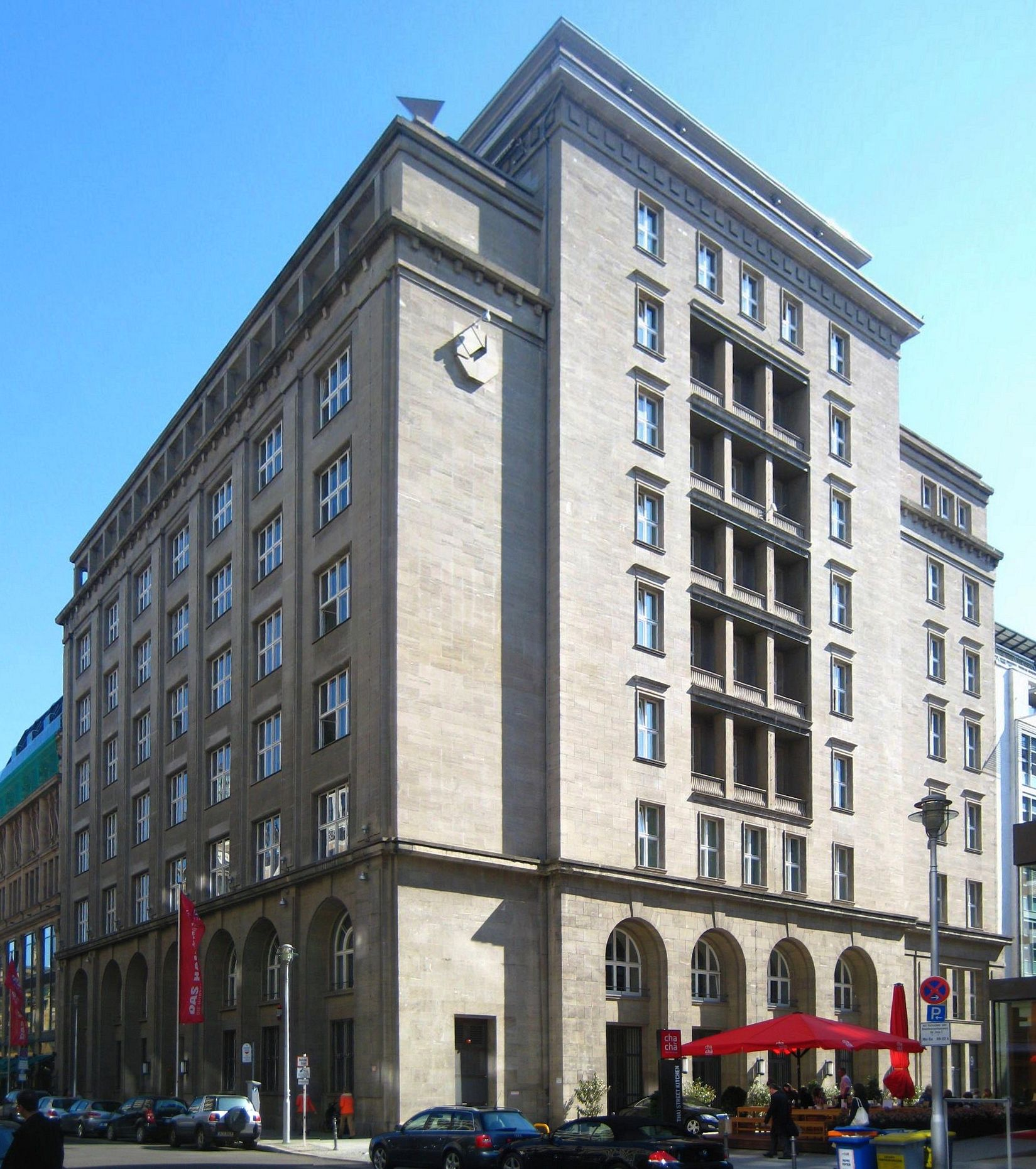
Zentralverband des Deutschen Handwerks in Berlin

Hasso Plattner

- Innung für Metall- und Kunststofftechnik Berlin
- Verein Berliner Kaufleute und Industrieller (VBKI)
- Unternehmensverbände Berlin-Brandenburg (UVB)

Deutschland
- Art Directors Club (ADC)
- Zentralverband des Deutschen Handwerks (ZDH)
- Bundesverband der Deutschen Industrie (BDI)
- Deutscher Industrie- und Handelskammertag (DIHK)
- Berufsverbände in Deutschland

International
- Handels- und Industriekammer der Russischen Föderation
- British Chamber of Commerce in Germany
- Türkisch-Deutsche Industrie- und Handelskammer

### Persönlichkeiten
- August Borsig (1804–1854), Unternehmer
- Joseph Mendelssohn (1770–1848), deutsch-jüdischer Bankier
- Axel Oberwelland, Unternehmer
- Kurt Krieger (* 1944), Unternehmer
- Hasso Plattner (* 1944), Unternehmer, Mitbegründer des IT-Unternehmens SAP und Mäzen
- Samwer-Brüder, Unternehmer und Investoren
- Werner von Siemens (1816–1892), Erfinder, Elektroingenieur und Industrieller